# Jardin des Tuileries
Pour les articles homonymes, voir Tuileries.
Le jardin des Tuileries, parfois appelé jardins des Tuileries au pluriel, est un parc grillagé parisien du 1er arrondissement créé au XVIe siècle, à l'emplacement d'anciennes tuileries qui lui ont donné son nom.

## Situation et accès
Il est délimité par le palais du Louvre au sud-est, la rue de Rivoli au nord-est, la place de la Concorde au nord-ouest et la Seine au sud-ouest. Il est le plus important et le plus ancien jardin à la française de la capitale qui, autrefois, était celui du palais des Tuileries, ancienne résidence royale et impériale, aujourd'hui disparu. Le jardin des Tuileries est classé au titre des monuments historiques depuis 1914, au sein d'un site inscrit et inclus dans la protection du patrimoine mondial de l'UNESCO concernant les berges de la Seine. Le jardin fait aujourd'hui partie du domaine national du Louvre et des Tuileries.
Il accueille plusieurs manifestations comme les Rendez-vous aux jardins et la Foire internationale d'art contemporain (FIAC).
La superficie du jardin est de 25,5 hectares, très comparable à celle du jardin du Luxembourg (22,5 hectares).

## Historique

### Aménagement du jardin sous l'Ancien Régime
Au XIIIe siècle, se trouvent ici des terrains vagues et des fabriques de tuiles. Au XIVe siècle, le prévôt de Paris Pierre des Essarts y possède un logis et quarante arpents de terre labourable. Puis au XVIe siècle, Neufville de Villeroy, secrétaire aux Finances, y fait bâtir un hôtel que François Ier achète pour sa mère, Louise de Savoie.
Catherine de Médicis rachète ces terrains situés entre l'enceinte de Charles V et l'enceinte des Fossés Jaunes. À partir de 1564, elle y fait commencer la construction du palais des Tuileries, tout en débutant l'aménagement d'un jardin à l'italienne à l'ouest jusqu'au glacis de l'enceinte (actuelle place de la Concorde). Il est constitué de six allées dans le sens de la longueur et huit dans le sens de la largeur, qui délimitent des compartiments rectangulaires comprenant des plantations différentes (massifs d'arbres, quinconces, pelouses, parterres de fleurs, etc.). Une fontaine, une ménagerie et une grotte décorée par le célèbre céramiste Bernard Palissy décorent le jardin. Dans les années 1605-1625 sont ajoutées une orangerie et une magnanerie.
Dans le bastion au nord de la porte de la Conférence, un terrain est conservé comme garenne. En 1630, le roi offre ce terrain à M. Renard, ancien valet de chambre d'Augustin Potier, évêque de Beauvais. Il y fait construire un pavillon qui devient le lieu d'agrément pour la bonne société. Certains épisodes de la cabale des Importants puis de la Fronde (provocation de Beaufort) s'y déroulent.

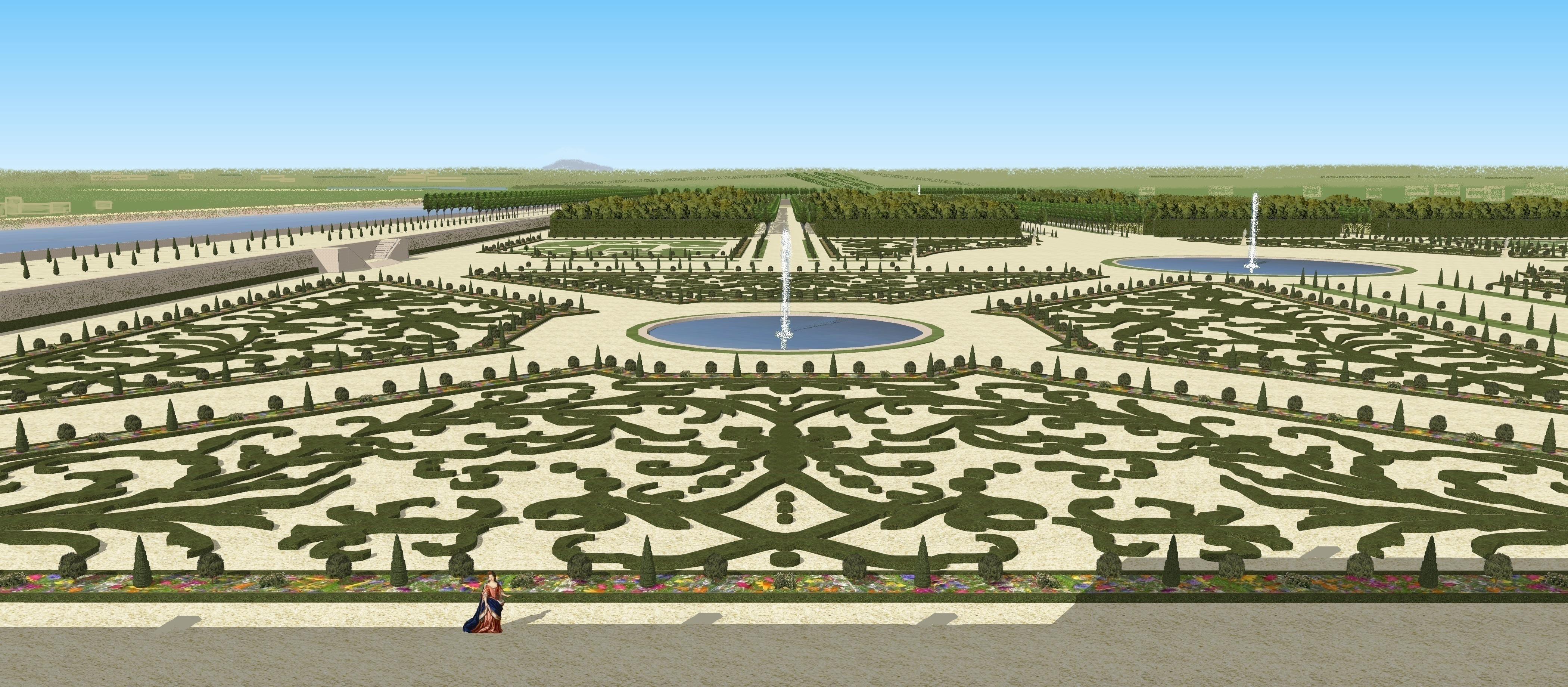
Restitution du parterre des Tuileries vu depuis la chambre à coucher de Louis XIV, XVIIe siècle.

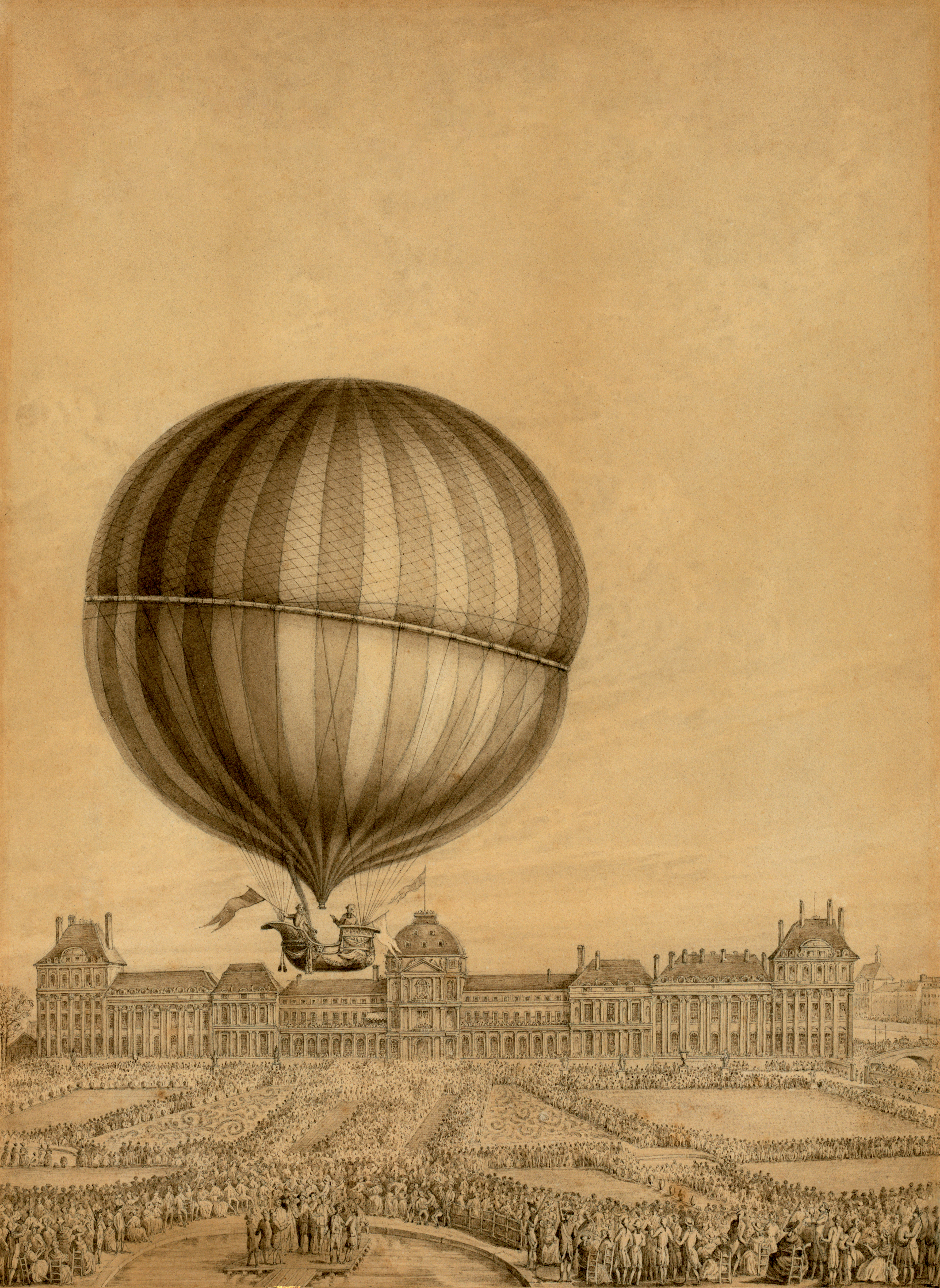
Départ du ballon des Tuileries (1783).

En 1664, Jean-Baptiste Colbert et Louis XIV ordonnent que le jardin soit entièrement redessiné par André Le Nôtre, qui s'était déjà illustré à Vaux-le-Vicomte. Le jardin s'agrandit vers l'ouest en incorporant le jardin Renard. Le petit-fils de Pierre Le Nôtre, architecte de Catherine de Médicis et paysagiste, donne à celui-ci l'aspect qu'il va conserver, dans ses grandes lignes, jusqu'à nos jours : il perce dans l'axe du palais une allée centrale délimitée à l'est par un bassin rond, à l'ouest par un bassin octogonal ; il construit la terrasse du Bord de l'eau le long des quais des Tuileries et Aimé-Césaire et la terrasse des Feuillants, cette terrasse doit son nom à l'ordre religieux des Feuillants qui avaient rue Saint-Honoré un couvent proche, c'est le long de cette terrasse que sera tracée la future rue de Rivoli ; enfin, il bâtit sur le tracé de l'enceinte de Charles IX deux terrasses le long desquelles sera placée la future place de la Concorde, avec deux rampes en courbe permettant d'y accéder.
Craignant que le public n'abîme le jardin ainsi aménagé, Colbert veut en réserver l'accès à la famille royale. Mais Charles Perrault le convainc de la sagesse des Parisiens et de la nécessité que constitue pour eux l'accès à un jardin : on y « parlait d'affaires, de mariages et de toutes choses qui se traitent plus convenablement dans un jardin que dans une église, où il faudra[it] à l'avenir se donner rendez-vous. Je suis persuadé, poursuit-il, que les jardins des rois ne sont si grands et si spacieux qu'afin que tous les enfants puissent s'y promener ». Et le jardin reste accessible à tous, les entrées étant toutefois gardées. Les terrasses sont occupées par des cafés et des restaurants. Des chaises sont à disposition des promeneurs dans la grande allée contre deux sous.
De nombreuses statues de marbre viennent par ailleurs orner le jardin. En 1719, l'entrée principale est flanquée de deux statues d'Antoine Coysevox, représentant Mercure et la Renommée chevauchant un cheval ailé.
En 1716, un pont tournant piétonnier est installé pour rejoindre la place Louis XV (aujourd'hui place de la Concorde), en franchissant le fossé de l'enceinte de Louis XIII. Il est démoli en 1817.
En 1783 a lieu la première ascension de personnes dans un ballon à gaz (Jacques Charles et les Marie-Noël Robert). Une plaque de l'Aéro-club de France, située aujourd'hui à droite en entrant dans le jardin, marque le souvenir de cet événement,.

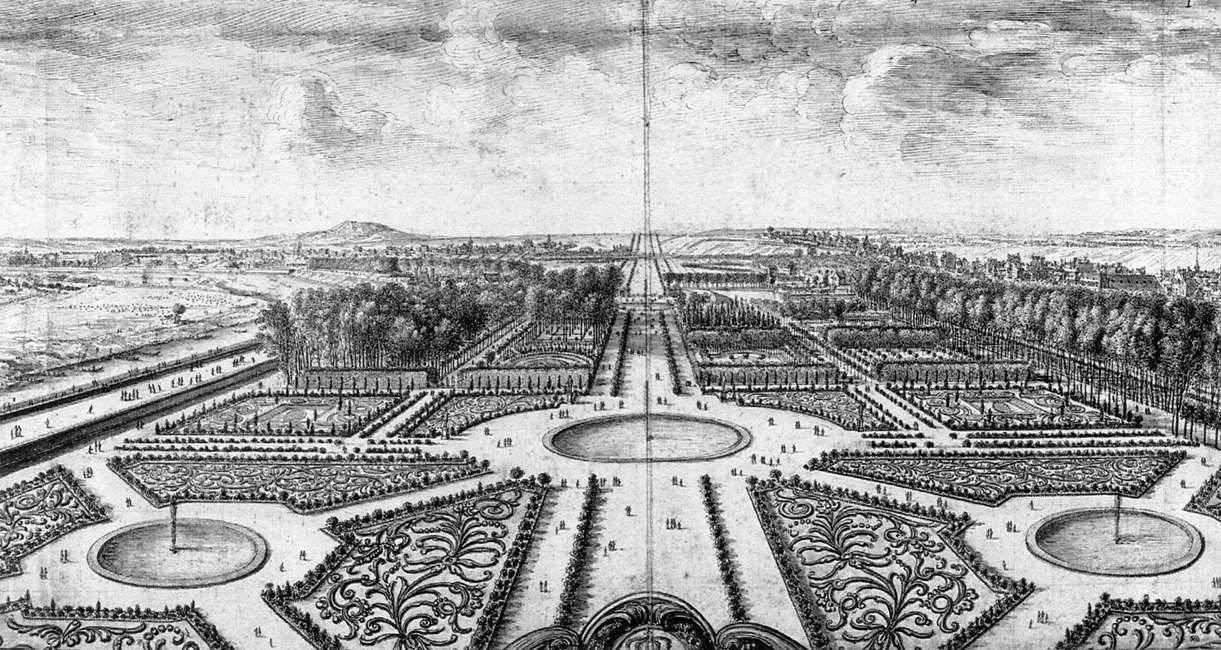
Vue du jardin depuis le palais des Tuileries dans la seconde moitié du XVIIe siècle. Le jardin a déjà en grande partie son plan actuel, bien que les broderies des parterres aient aujourd'hui disparu. L'avenue des Champs-Élysées, visible en arrière-plan, est alors une perspective tracée dans la campagne pour agrémenter la vue depuis le jardin et le palais.

Le palais des Tuileries et son jardin
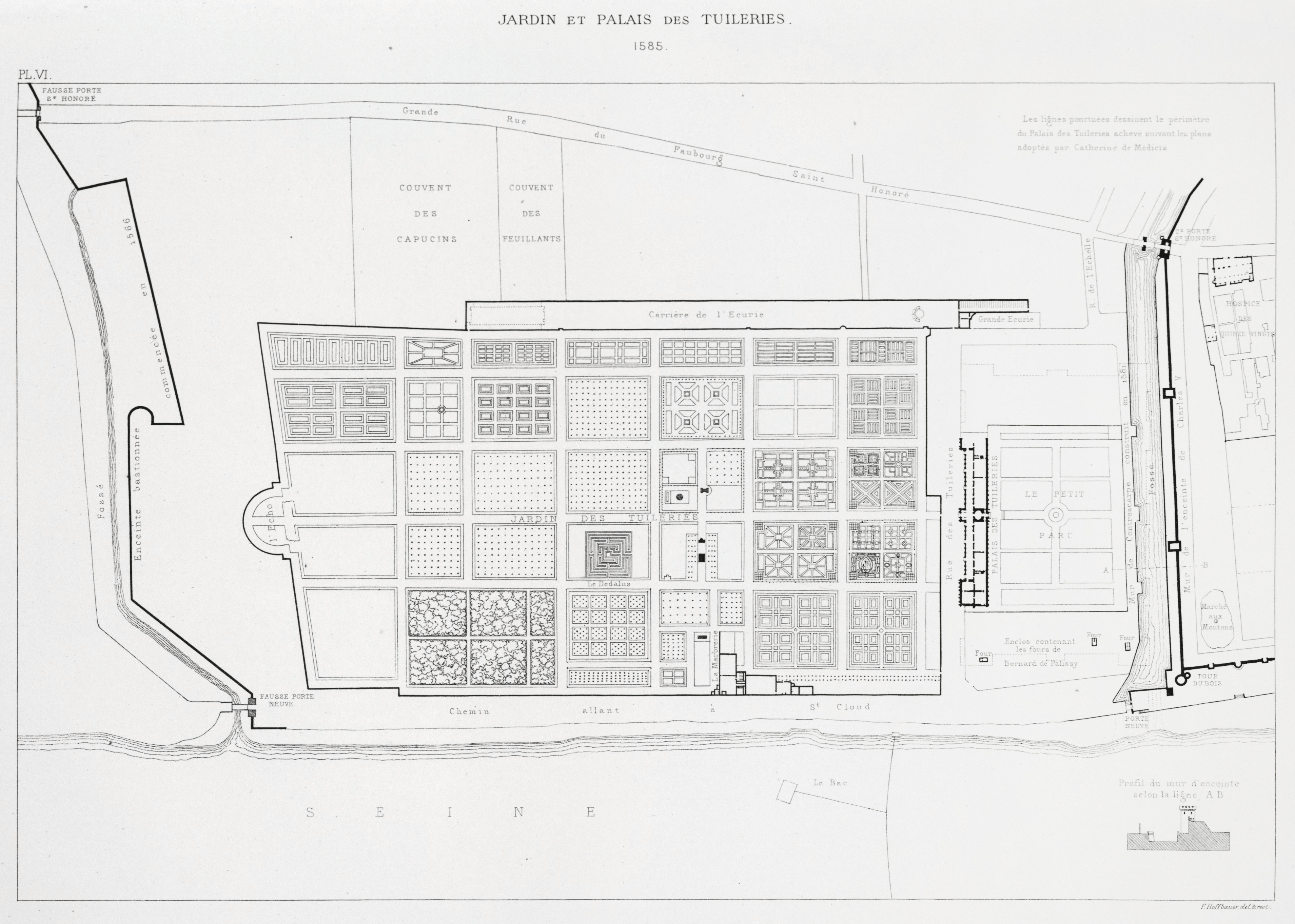
Le jardin Renaissance en 1585.
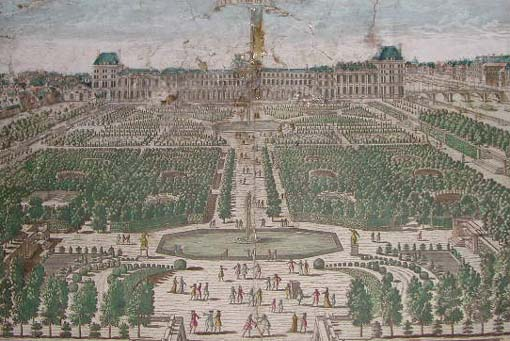
Le jardin au XVIIe siècle, met en scène le palais des Tuileries.
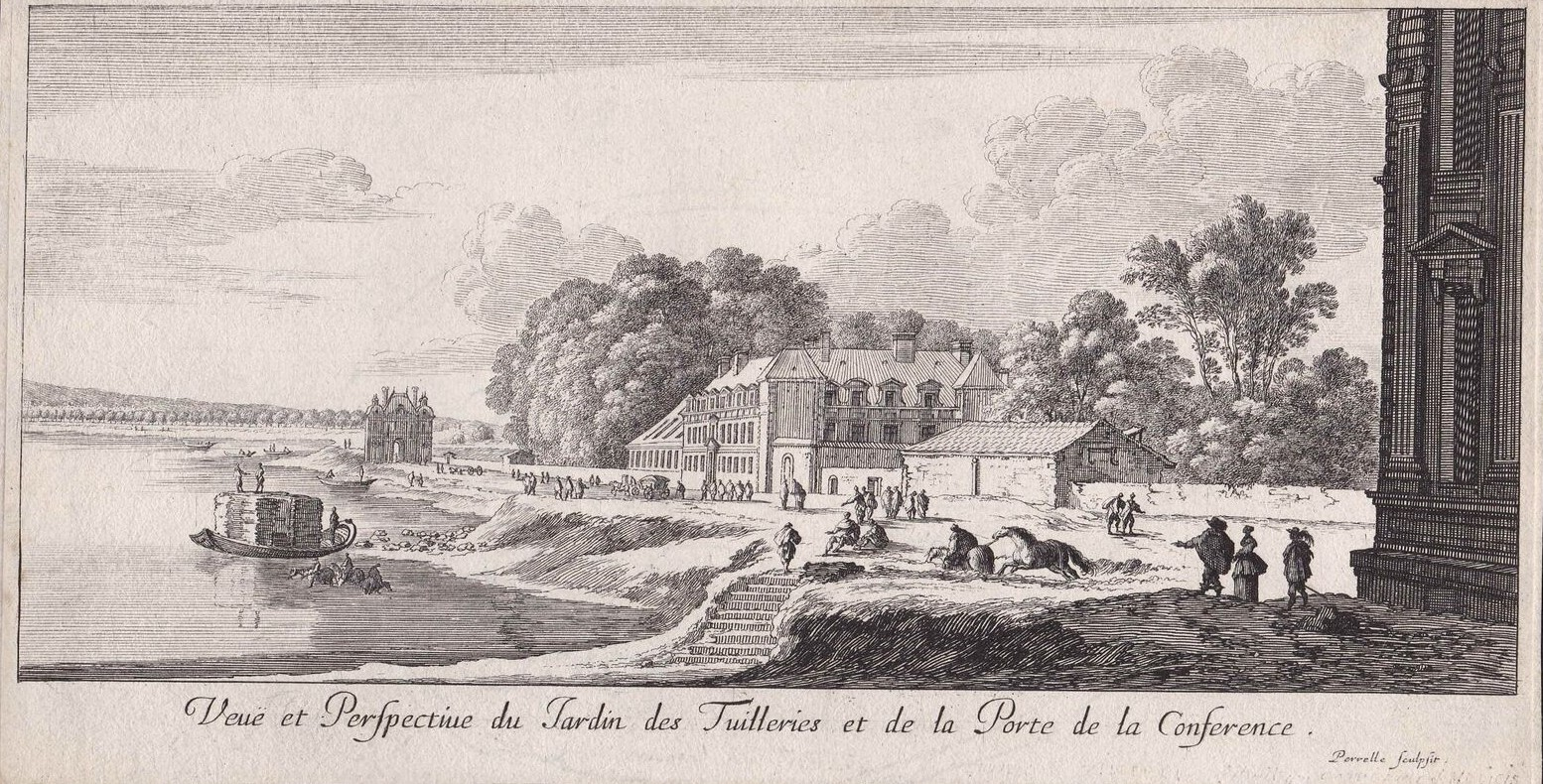
Vue du jardin et de la porte de la Conférence, par Israël Silvestre - ca. 1650.
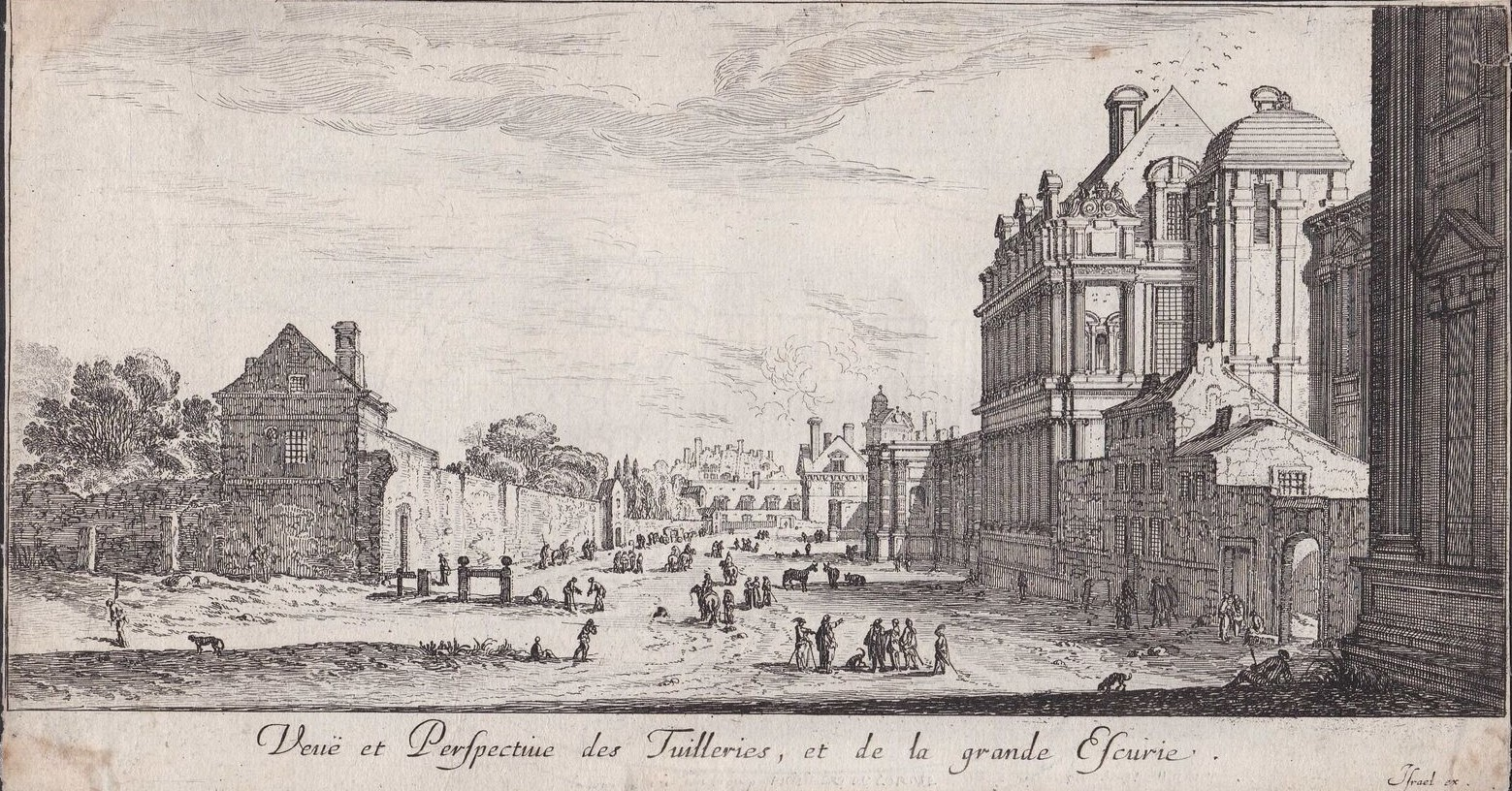
Le jardin (à gauche) et le pavillon de Jean Bullant (à droite), par Israël Silvestre - ca. 1650.
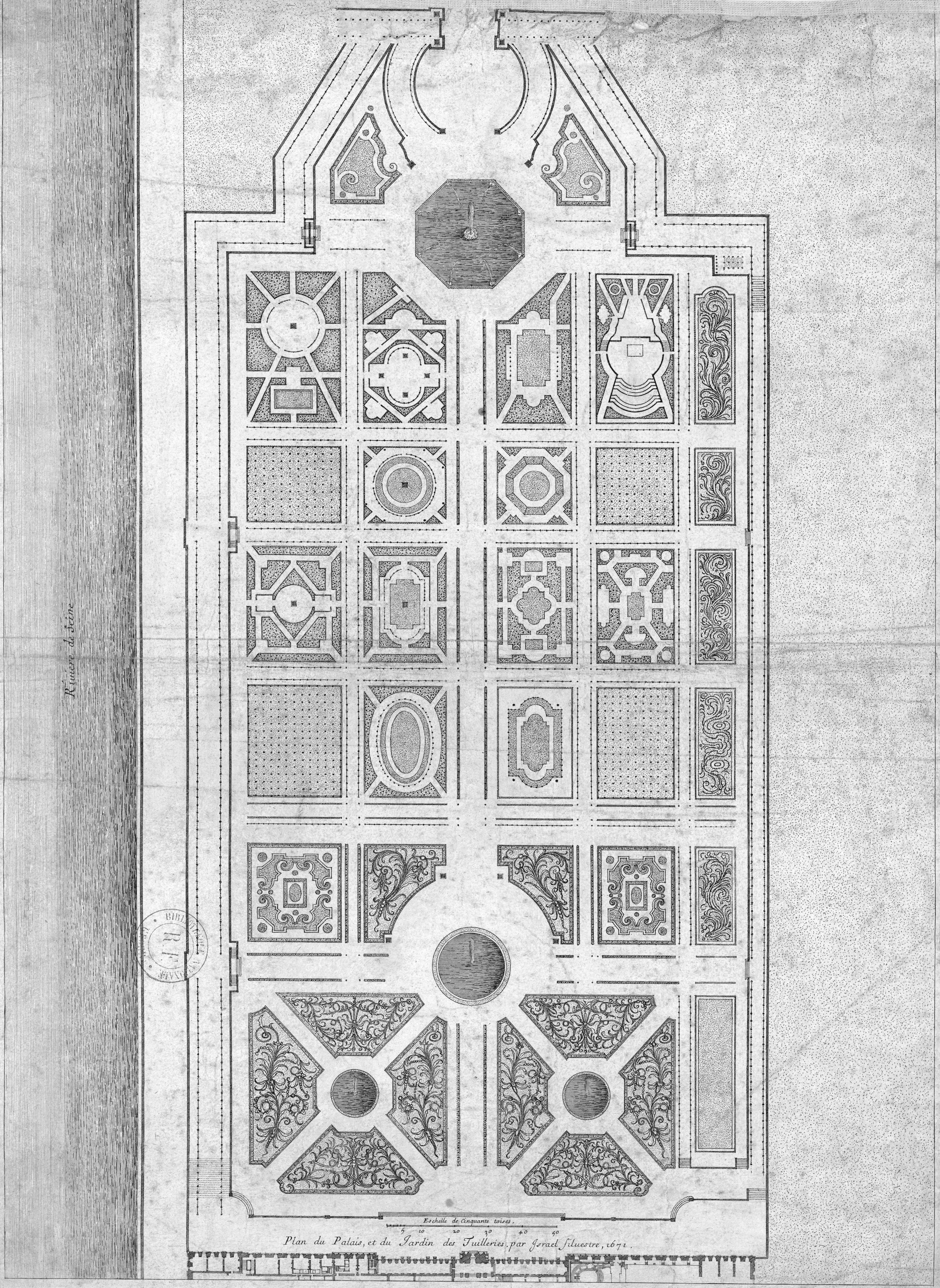
Le plan en 1671, avec le dessin précis des broderies des parterres.
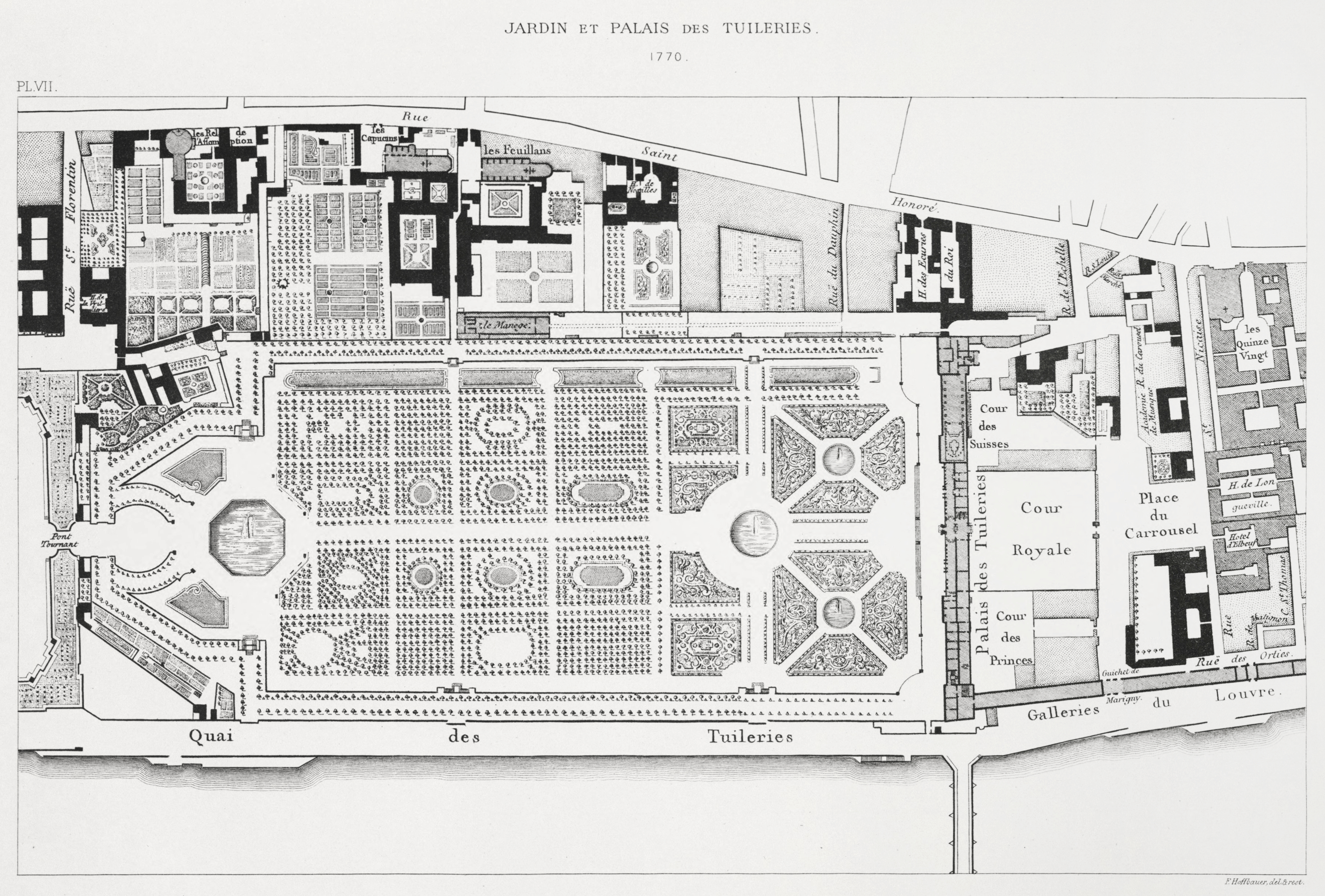
En 1770.

### De la Révolution auXXIesiècle

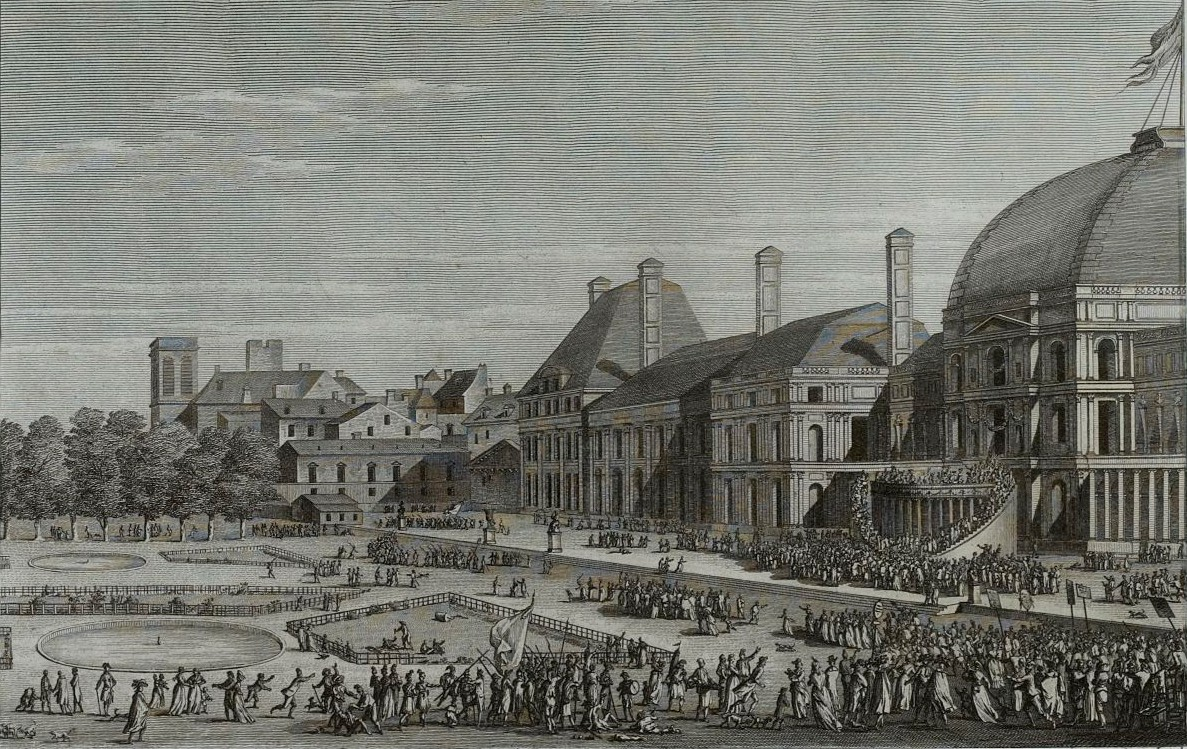
Vue du jardin national lors de la fête de l'Être suprême en 1794, (musée de la Révolution française).

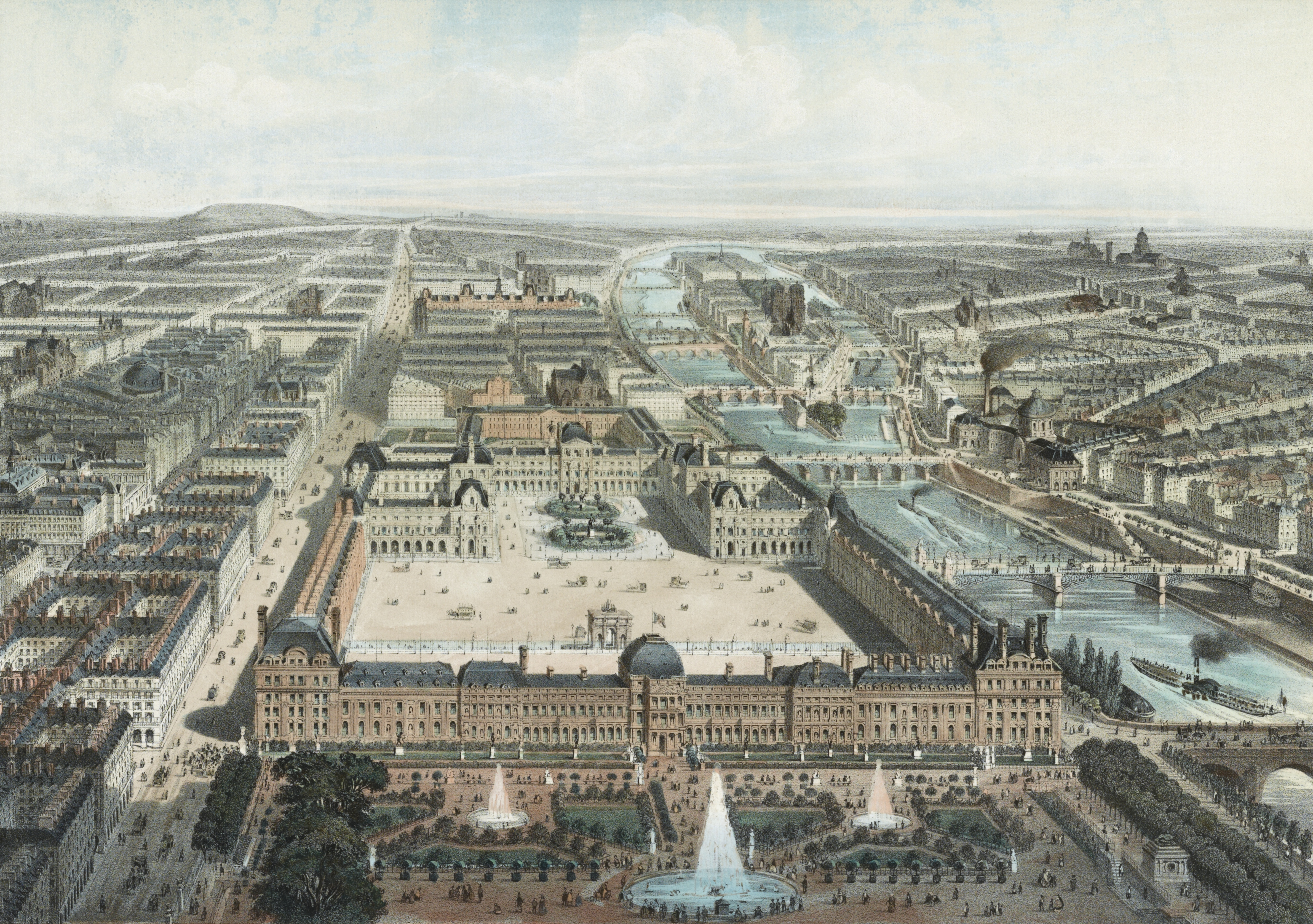
Vue du palais des Tuileries sous le Second Empire, encore fastueusement mis en scène par ses jardins.

Sous la Révolution, le jardin est le témoin des grands événements dont le palais est lui-même le théâtre, notamment la prise des Tuileries le 10 août 1792. Le bassin rond est utilisé pour la cérémonie de l'Être suprême le 8 juin 1794. On y place des effigies représentant l'Athéisme entouré de l'Ambition, de l'Égoïsme, de la Discorde et de la Fausse Simplicité. Maximilien de Robespierre y met le feu, dans une apothéose de cris et d'applaudissements. Le cortège se dirige ensuite vers le Champ-de-Mars. Le 10 octobre, ce même bassin accueille le cercueil de Jean-Jacques Rousseau, drapé d'un drap parsemé d'étoiles (exhumé d'Ermenonville pour être porté au Panthéon).
La rue de Rivoli est tracée au début du XIXe siècle entre la rue de Rohan et la rue Saint-Florentin à l'emplacement notamment de l'impasse du Manège et des terrains occupés par les Dames-de-l'Assomption. Le jardin s'agrandit alors au nord-ouest. Lors de l'aménagement du quai des Tuileries, un mur d'appui est bâti le long de la terrasse du Bord de l'eau, avec des pierres extraites des carrières de Châtillon.
Aux angles occidentaux du jardin, Napoléon III fait construire deux bâtiments identiques :
- une orangerie en 1852, au sud-ouest, accueillant aujourd'hui un musée d’art moderne, le musée de l'Orangerie ;
- un jeu de paume en 1861, au nord-ouest, hébergeant de nos jours un musée d'art contemporain, la galerie nationale du Jeu de Paume.

En 1870-1871, lors du siège de Paris, on fabrique des ballons montés et certains en décollent. La fabrication quitte les Tuileries pour la gare de l'Est après un bombardement prussien. Le palais des Tuileries est détruit par un incendie durant la Commune de Paris en 1871. Le tableau de Stanislas Lépine a été peint avant la démolition des ruines du Palais, réalisée entre décembre 1882 et septembre 1883. Les ruines sont visibles en arrière plan.

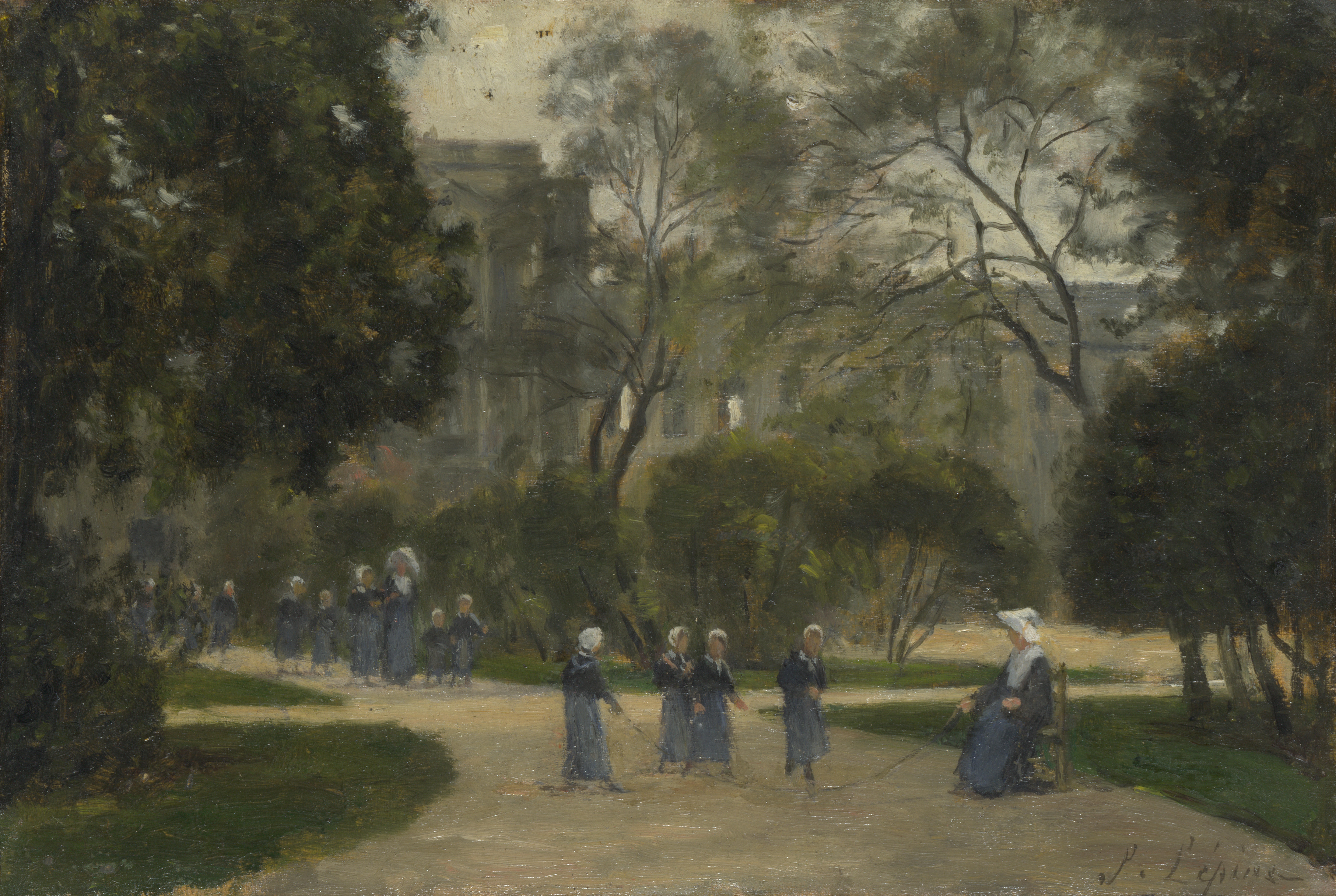
Religieuses et écolières au jardin des Tuileries, Paris,
Stanislas Lépine, 1871-1883
National Gallery, Londres.

Grande gerbe du jardin des Tuileries (mai 1893), photographie d'Eugène Trutat, muséum de Toulouse.

En 1877, la rue des Tuileries, l'actuelle avenue du Général-Lemonnier, est ouverte à l'emplacement de la terrasse de l'ancien palais des Tuilerie. En 1883, les ruines des Tuileries sont rasées, ce qui rend actuellement très difficile la compréhension des lignes et de l'esthétique du jardin des Tuileries pour les visiteurs non avertis de la présence de l'ancien palais, le jardin était en effet entièrement conçu spécialement comme une mise en scène théâtrale pour mettre en valeur les volumes spécifiques du palais[réf. nécessaire]. Le jardin du Carrousel est aménagé en partie à l'emplacement du palais disparu. De ce fait, le jardin des Tuileries est désormais visible depuis l'avant de la grande cour du palais du Louvre. L'avenue du Général-Lemonnier ayant été partiellement enterrée, les deux jardins sont dans la continuité l'un de l'autre.
À l'occasion de l'Exposition universelle de 1878, Henri Giffard fait voler des milliers de personnes dans un ballon captif géant. En 1906, c'est le lieu de départ de la Coupe aéronautique Gordon Bennett.
Le salon de l'automobile de Paris 1898 et celui de l'année suivante s'y déroulent. La première édition est un vrai succès, accueillant 140 000 visiteurs.
Lors de l'Exposition universelle de 1900, le jardin accueille en juin les épreuves d'épée des Jeux olympiques, puis le 22 septembre, un banquet des maires réunissant plus de 22 000 d'entre eux.
Le 13 juin 1937, le Front populaire y organise la Fête de l'éducation physique aux Tuileries.
Le 23 mars 1918, durant la Première Guerre mondiale, un obus lancé par la Grosse Bertha explose dans le jardin des Tuileries. Le 28 mai 1918 un autre obus éclate près de la terrasse de l'Orangerie.
Pendant la Seconde Guerre mondiale, une partie du jardin est transformée en potager à cause du manque de ravitaillement durant l'Occupation. Le 25 août 1944, le général von Choltitz, commandant du Groß-Paris y reçoit un ultimatum du colonel Pierre Billotte de la 2e DB et répond : « Je n'accepte pas les ultimatums. » Lors des combats qui suivent, le capitaine Branet s'empare de l'hôtel Meurice, rue de Rivoli, quartier-général des forces d'occupation allemande ; le capitaine Julien emprunte la rue du Faubourg-Saint-Honoré pour atteindre le siège de la Kommandantur, place de l'Opéra et de son côté le lieutenant Bricard nettoie le jardin des Tuileries. Les dix plaques commémoratives apposées le long du jardin à l'angle de la rue de Rivoli et de la place de la Concorde ne rendent pas complètement compte de l'intensité des combats et du nombre de victimes.
En 1995, un chantier de rénovation du jardin est confié à l'architecte François Roubaud et aux paysagistes Louis Benech et Pascal Cribier. Un suivant se poursuit jusque 2026 (restauration des pierres, plantation d'arbres).

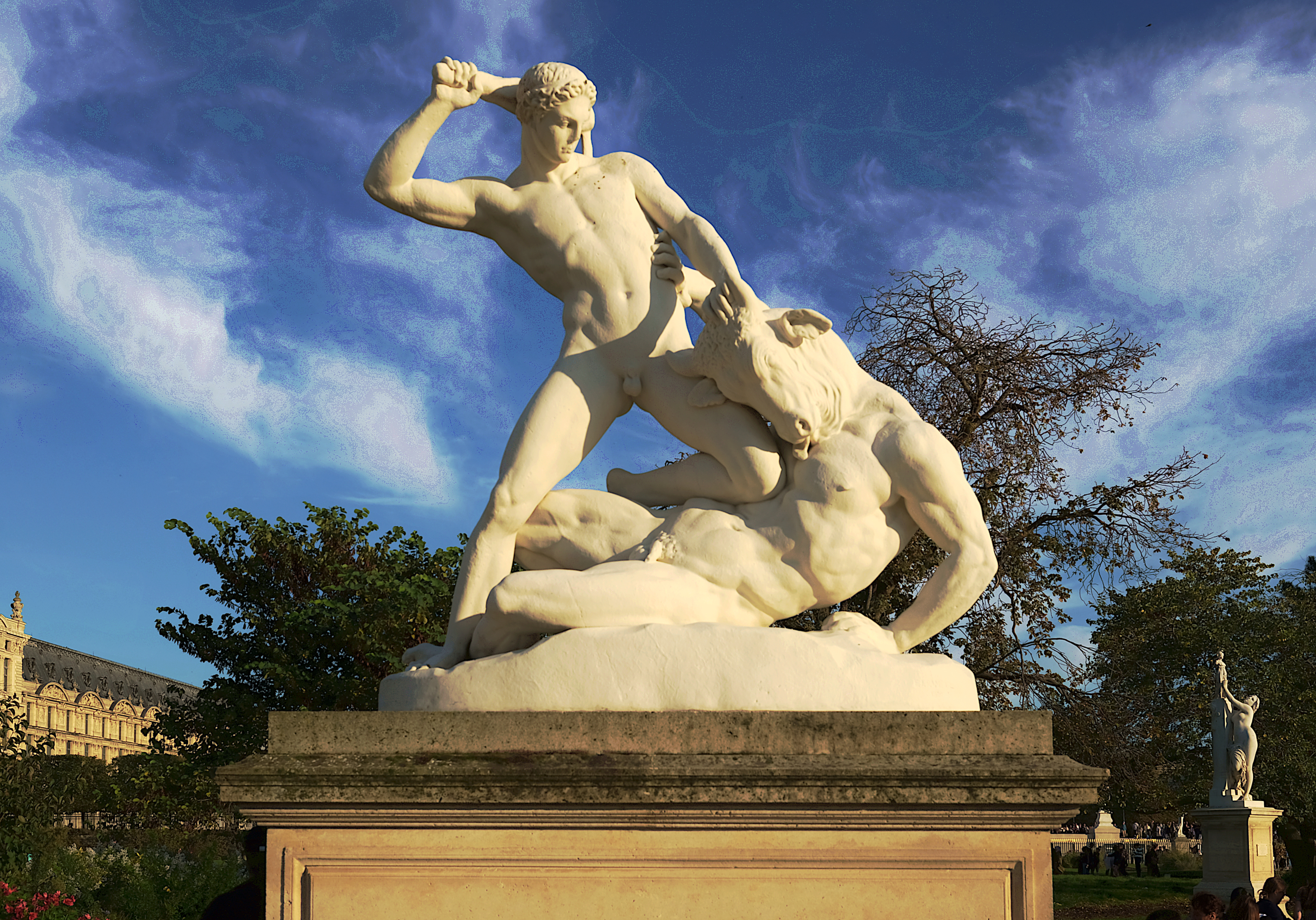
Thésée combattant le Minotaure de Jules Etienne Ramey, marbre 1821-1827).
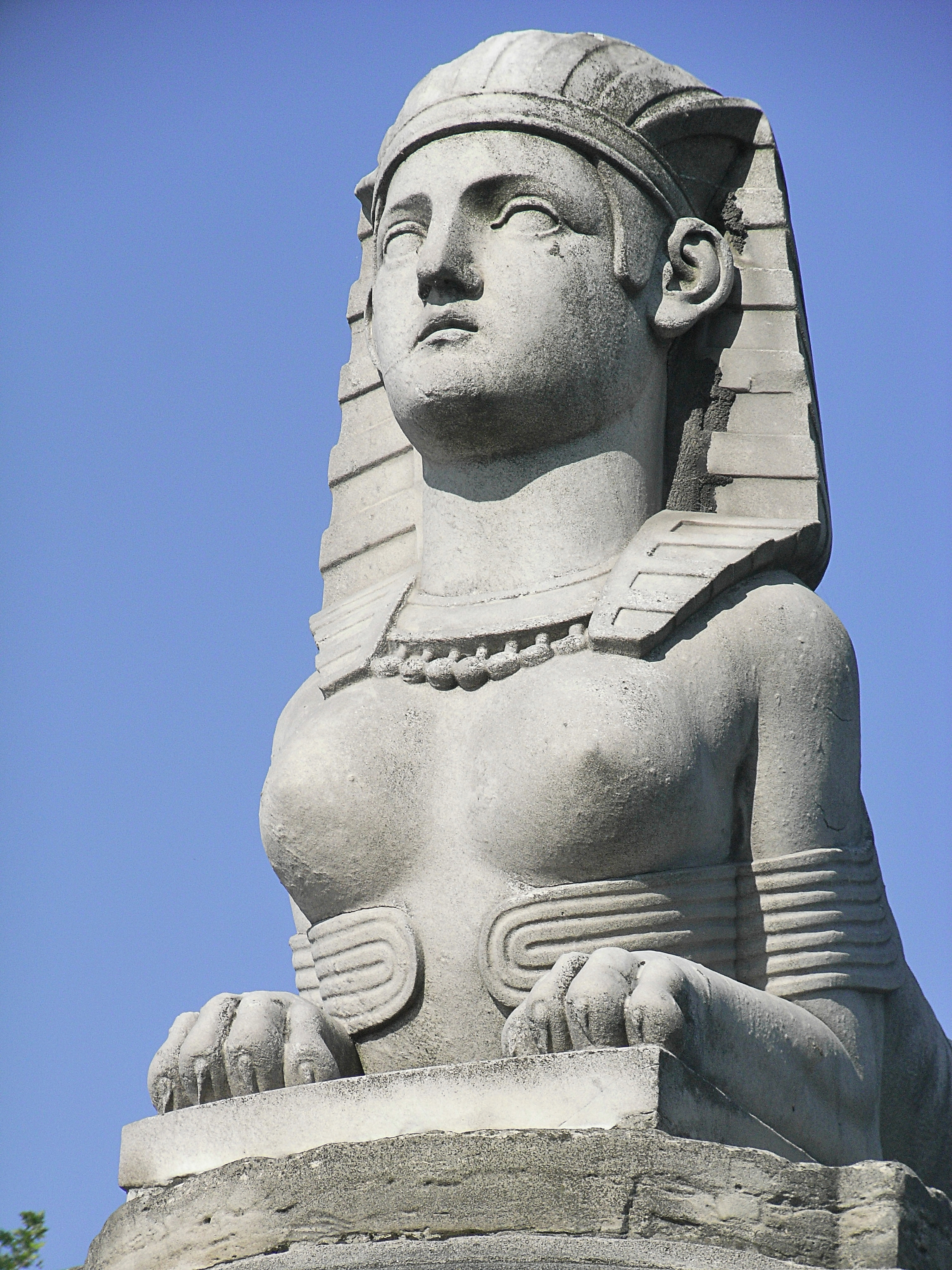
Détail d'une sphinge[Note 1].
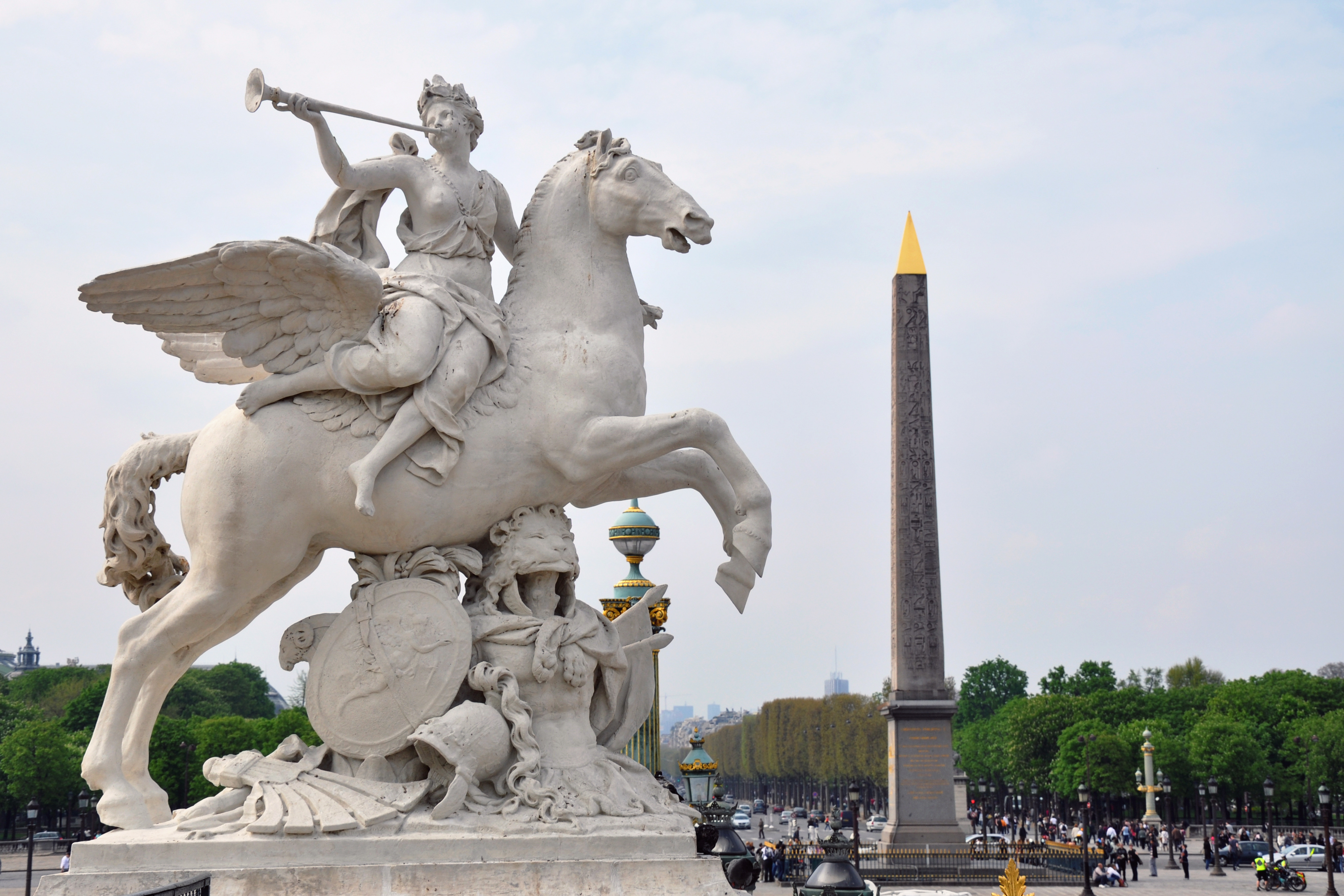
La Renommée du roi chevauchant Pégase, copie de la fin du XXe siècle d'après Antoine Coysevox (1640-1720).
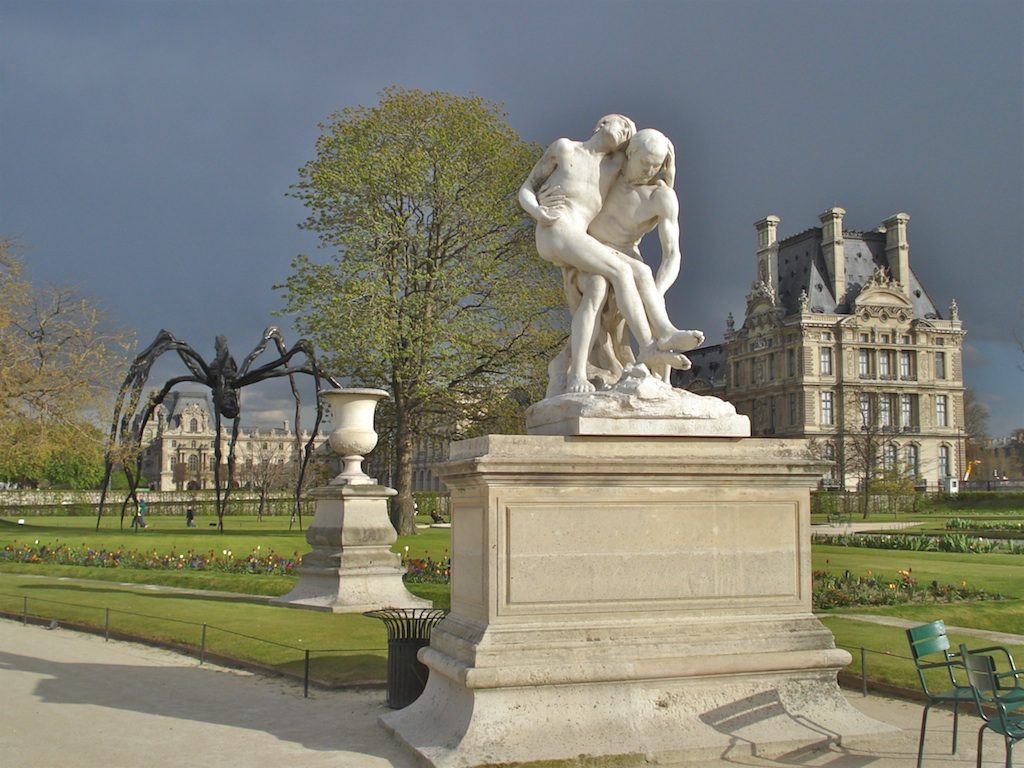
Le Bon Samaritain de François Sicard et Maman de Louise Bourgeois.
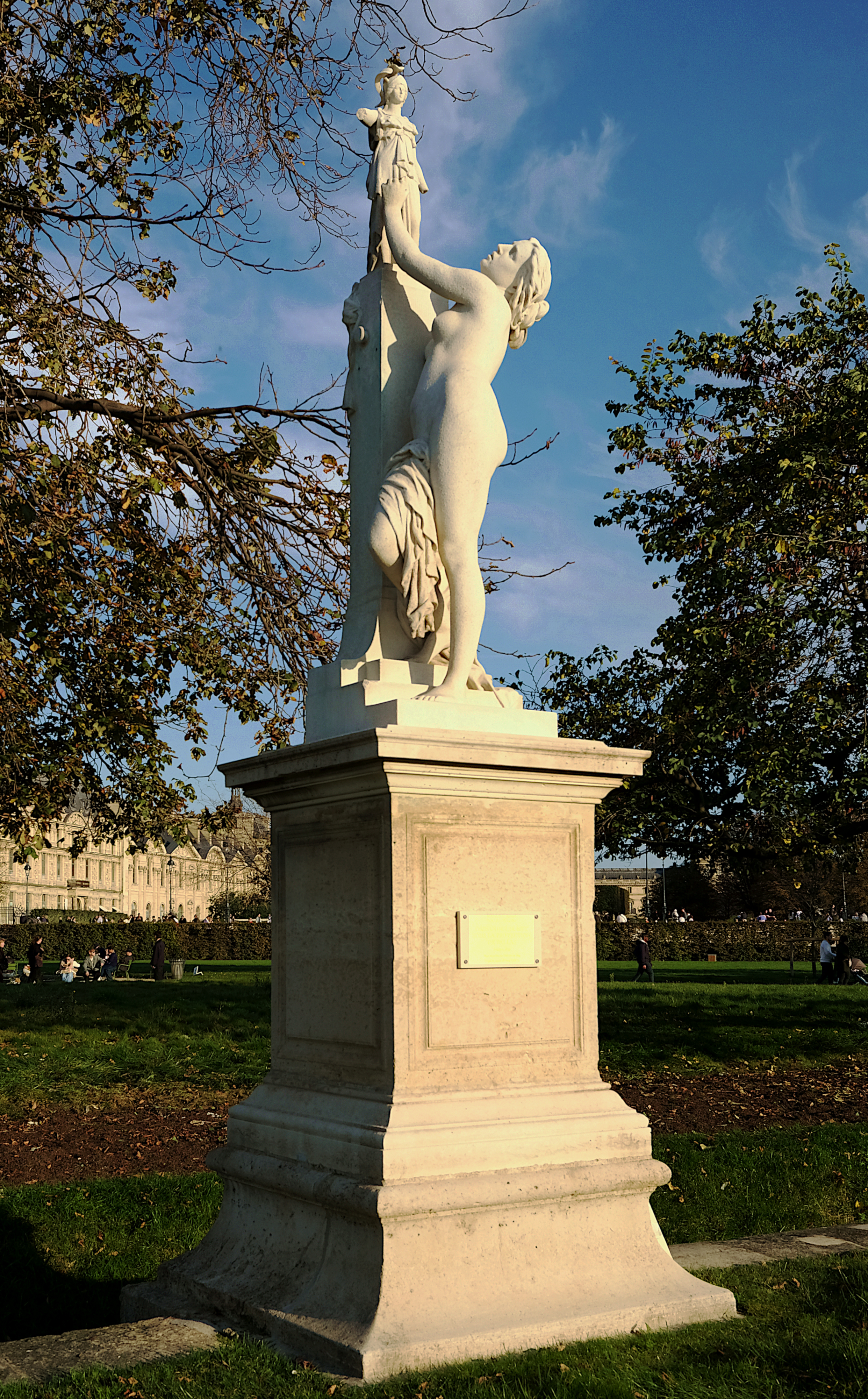
Cassandre se met sous la protection de Pallas d'Aimé Millet (marbre, 1877).

### Iconographie
- Un tableau d'Eugène Lami représentant l'entrée de la duchesse d'Orléans dans le jardin des Tuileries le 4 juin 1837 figure à la vente aux enchères de l'étude Tessier, Sarrou et associés à Paris-Drouot le 28 juin 2017 (reprod. coul. dans La Gazette Drouot, no 23, 9 juin 2017, p. 151).
- Le musée Carnavalet conserve deux dessins, l'un signé Yvette Alde, l'autre signé Jacques Lestrille, évoquant la kermesse aux étoiles dans le jardin des Tuileries au printemps 1955[15],[16].

### Après-guerre
De nombreuses chaises sont mises gratuitement à disposition des promeneurs dans tout le parc. Près du jardin du Carrousel, se trouvent le deuxième bassin du jardin et son loueur de bateaux à voile miniatures.
La grande roue de Paris y est installée, à quelques pas de la rue de Rivoli, avant de rejoindre son emplacement initial place de la Concorde. À l'est du jardin, près de l'arc du Carrousel, se trouvent de nombreuses statues d'Aristide Maillol. Le jardin abrite de nombreuses sculptures animalières d'Auguste Caïn.
En 1989, pour fêter le bicentenaire de la Révolution, le jardin accueille durant six mois les Tours de la Liberté des architectes Jean-Marie Hennin et Nicolas Normier, l'une d'elles est réinstallée ensuite à Saint-Dié-des-Vosges.
Le sculpteur Alain Kirili qui y avait exposé une de ses œuvres, Grand commandement blanc, propose au ministère de la Culture d'y installer des sculptures modernes et contemporaines, en s'inspirant de l'installation des dix-neuf statues de Maillol en 1964, à l'époque de Malraux. C'est chose faite en 1998-2000 : on peut y admirer Le Baiser, de Rodin, en bronze, (liste MNR) ; une Méditation avec bras de Rodin ; les Welcoming Hands de Louise Bourgeois ; Reclining Figure, d'Henry Moore ; La Grande Musicienne de Henri Laurens ; Le Bel costumé de Jean Dubuffet ; Personnage III, d'Étienne Martin ; l'Arbre des voyelles (1999) de Giuseppe Penone, etc.. Certaines œuvres ne s'y trouvent plus en mai 2016, celles de Roy Lichtenstein, Alain Kirili, Tony Cragg, Giacometti ou Max Ernst. Des expositions provisoires y ont lieu, comme Maman de Louise Bourgeois ou Clara-Clara du sculpteur minimaliste Richard Serra au printemps 2008.
D'immenses tentes sont plantées deux fois par an dans le jardin dans le cadre de la semaine de la mode parisienne, ces tentes étant destinées à accueillir des défilés et le backstage (maquillage, coiffure, habillage…).
Ce site est desservi par les lignes 1, 8 et 12 à la station de métro Concorde et par la ligne 1 à la station Tuileries.

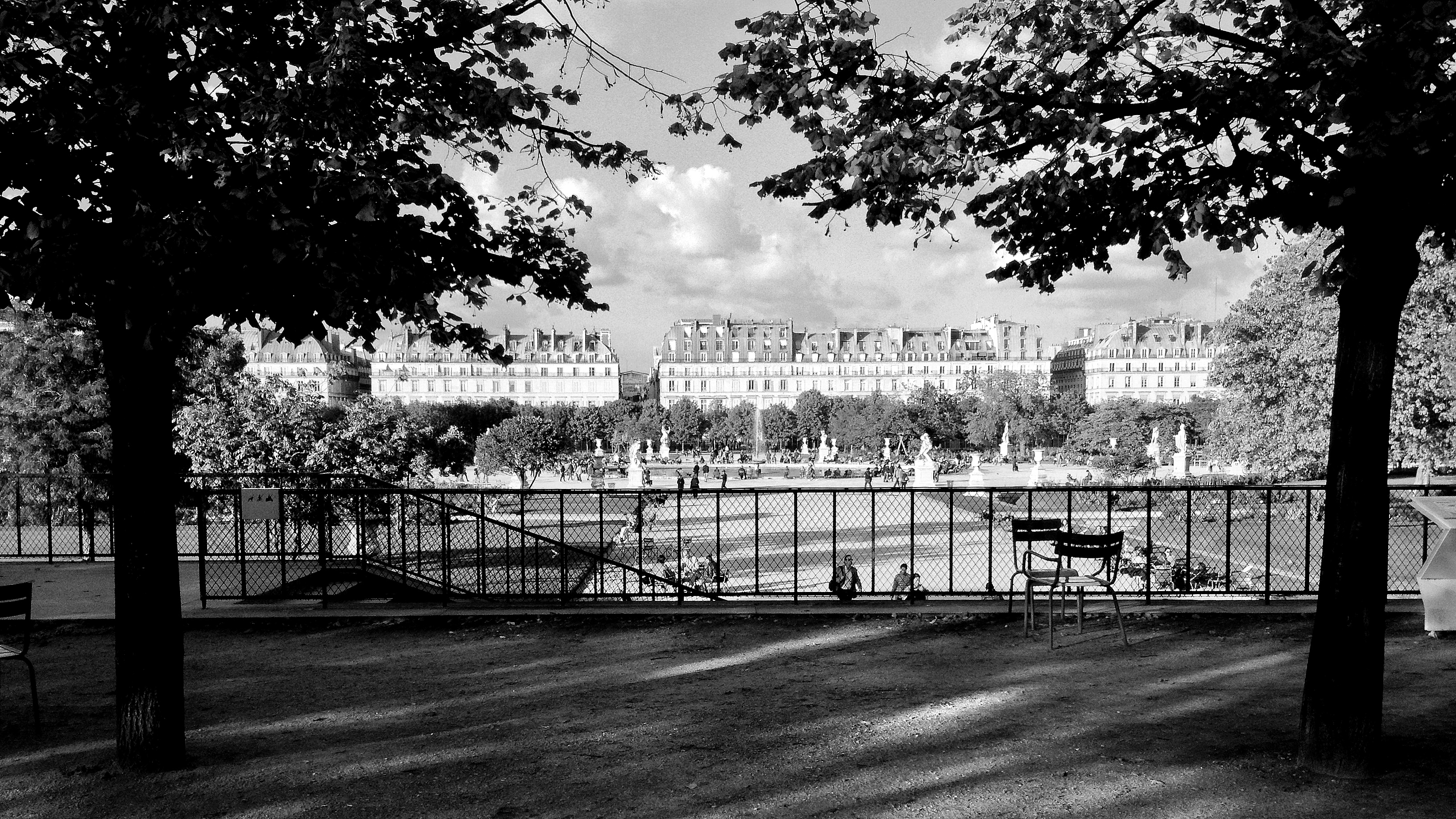
Une vue depuis le sud sur le jardin, le bassin et les façades de la rue Rivoli.
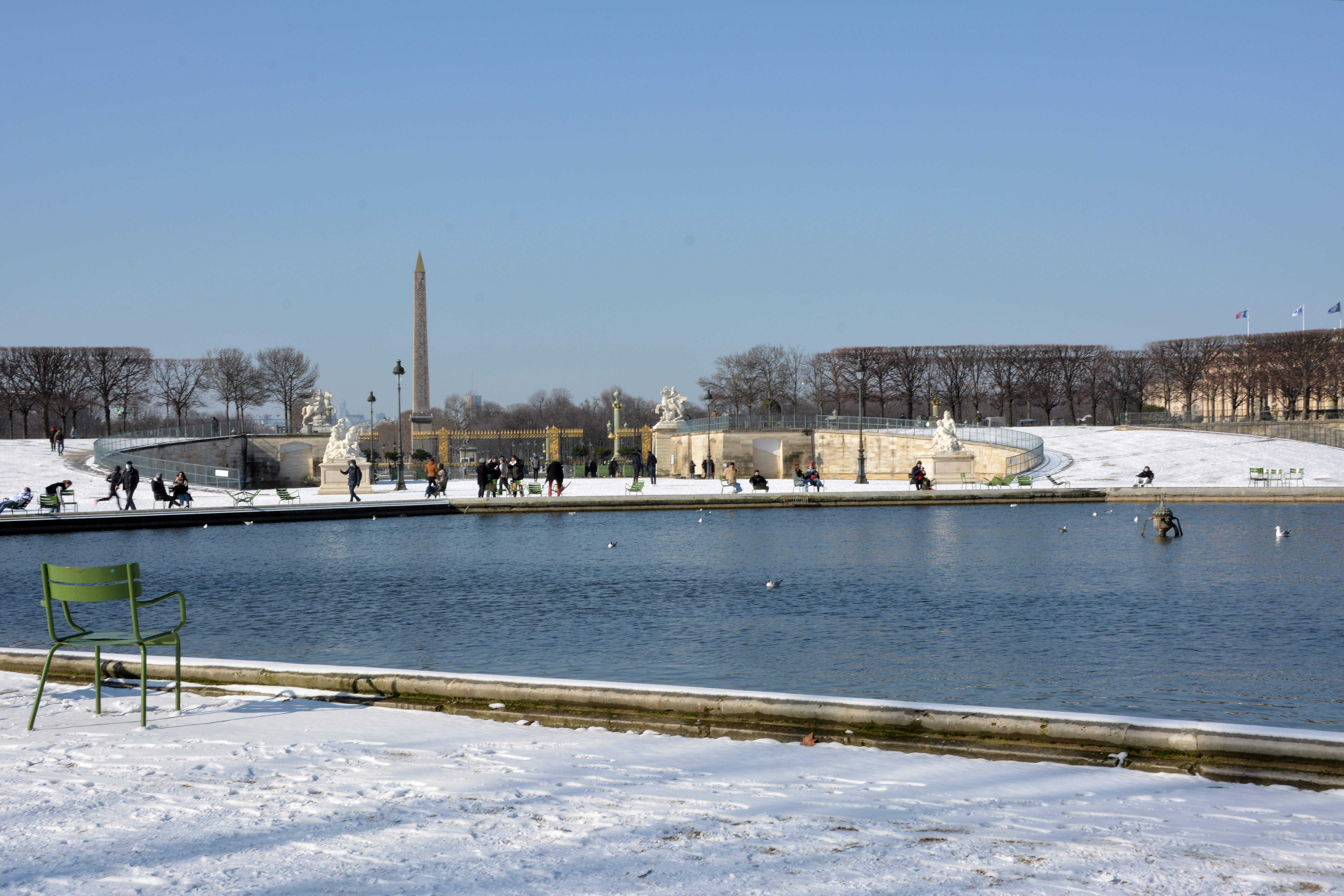
Jardin des Tuileries sous la neige.
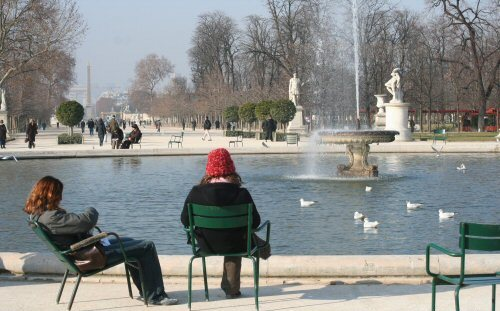
Le petit bassin du jardin.
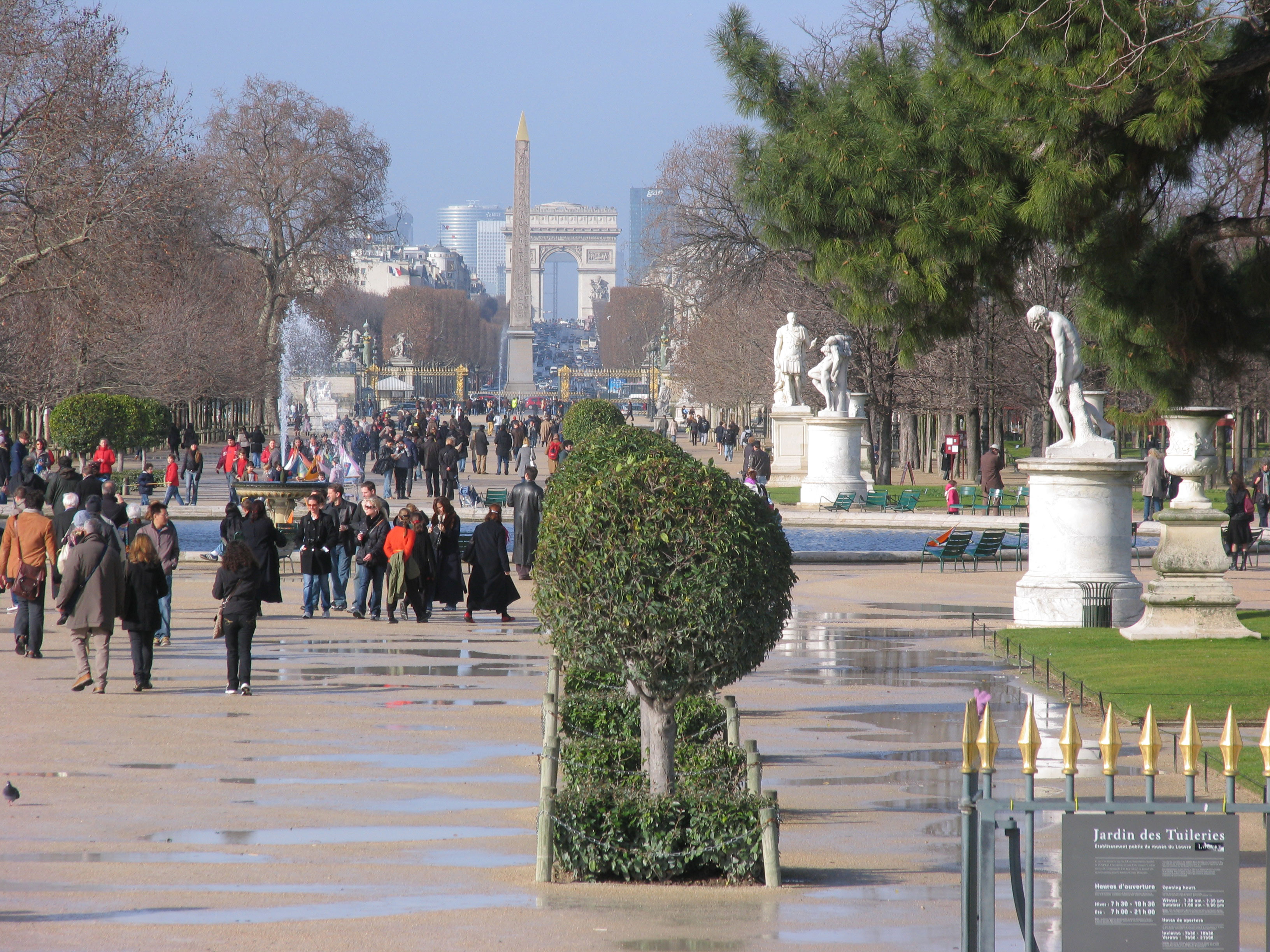
Le jardin.
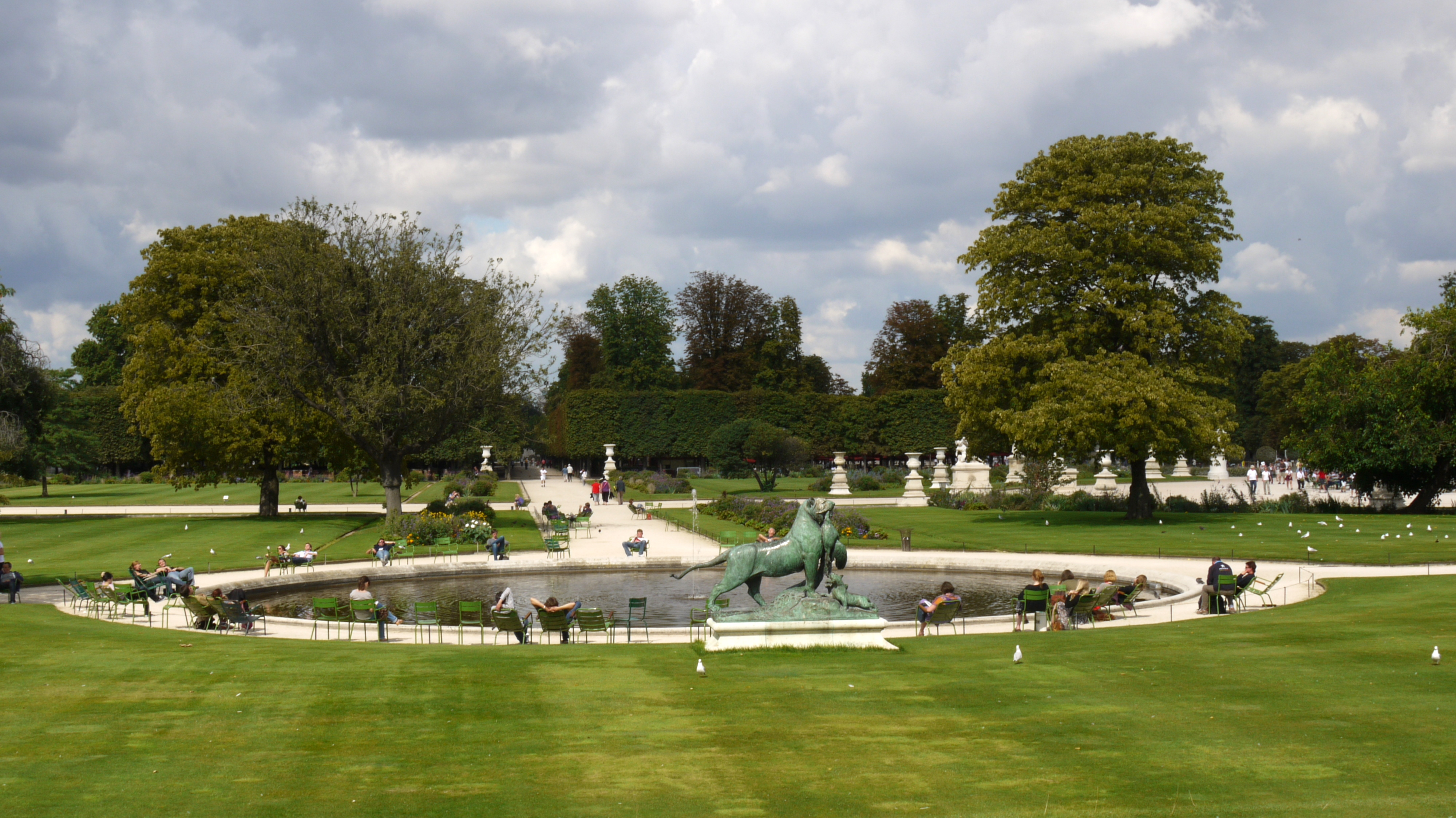
Un des bassins du jardin.

La vasque olympique des Jeux olympiques d'été de 2024 y est installée, au milieu du Grand bassin rond,.

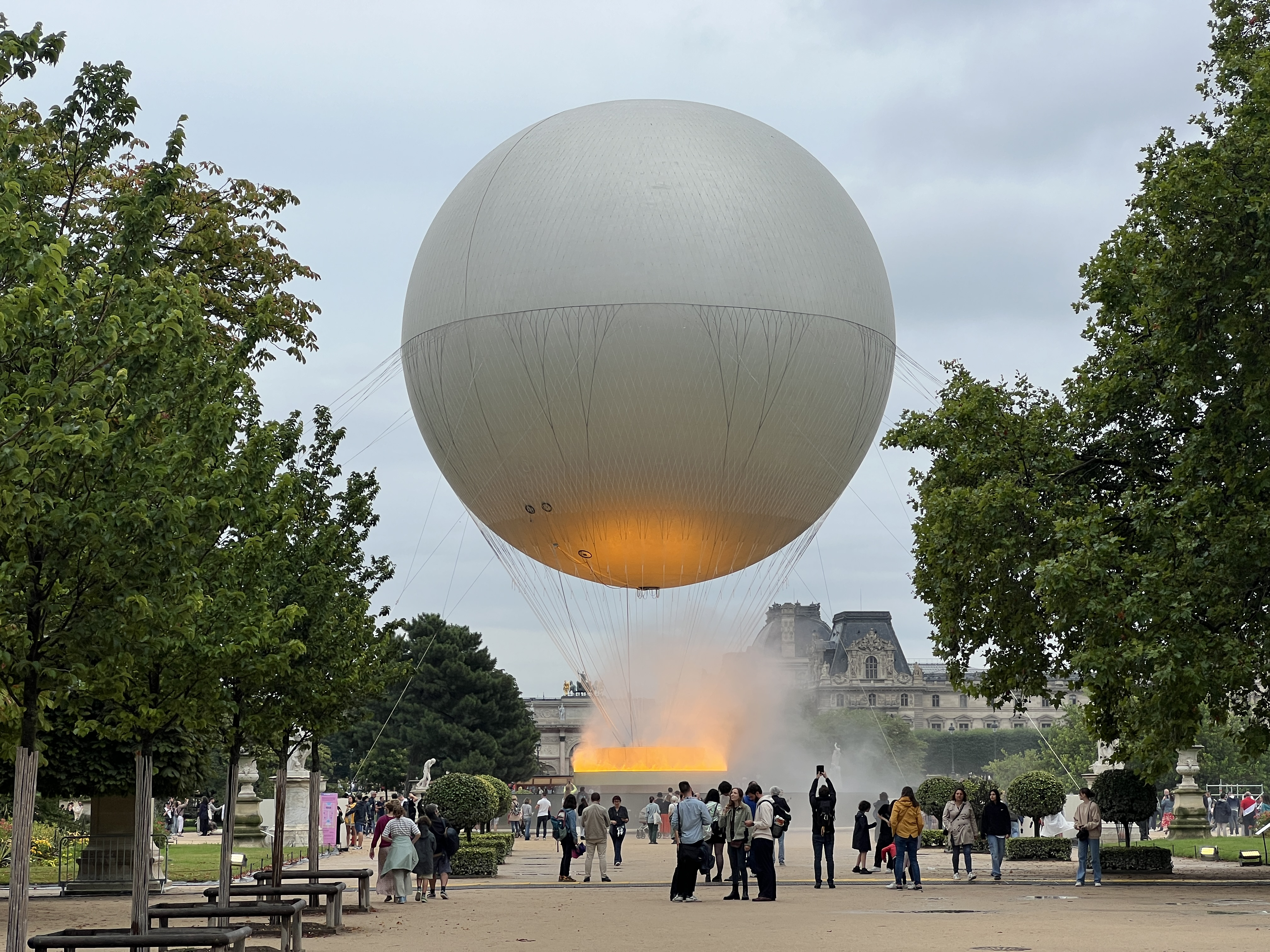
La vasque olympique au cœur du jardin des Tuileries.
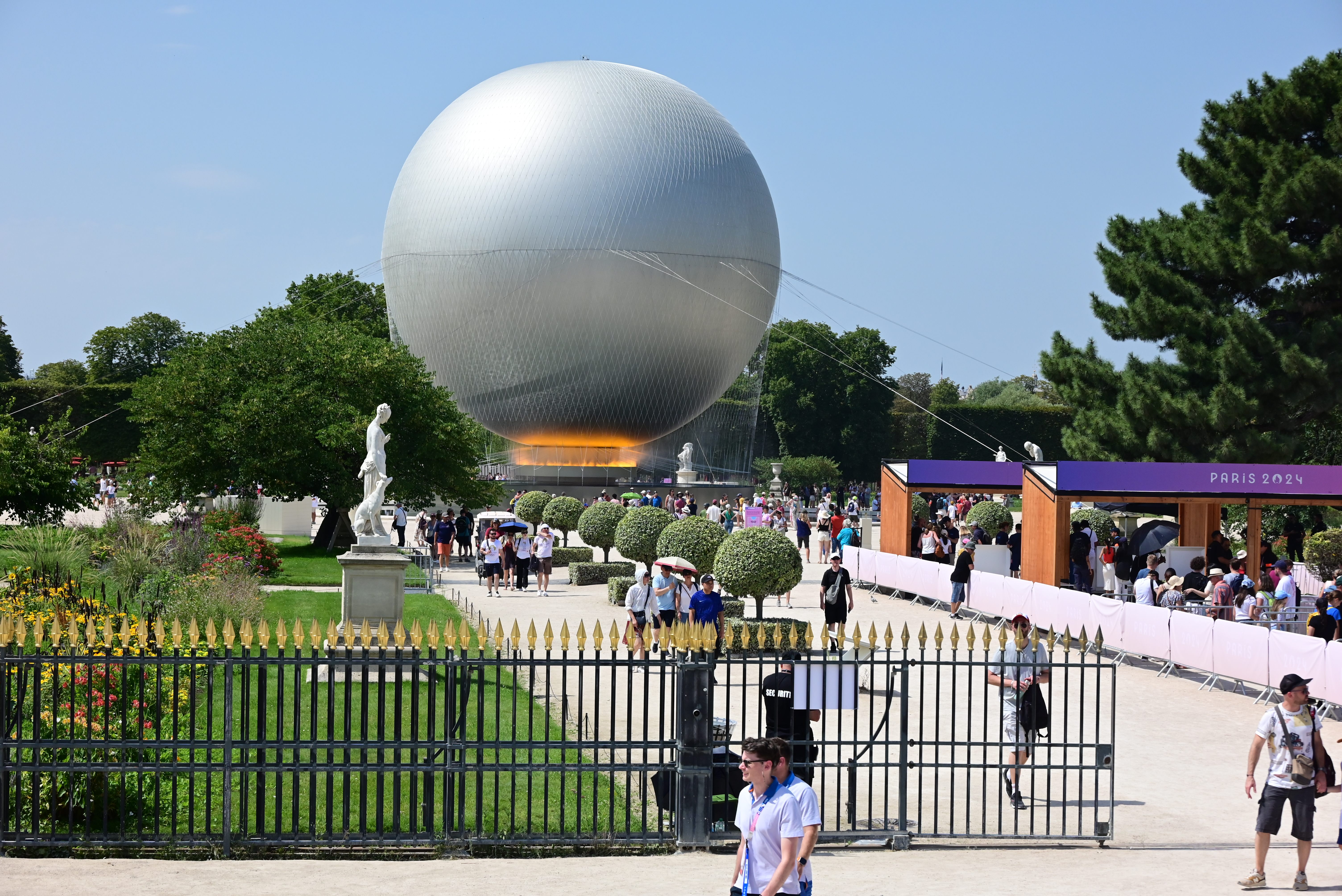
Elle devient l'une des attractions majeures des Jeux olympiques de Paris 2024.
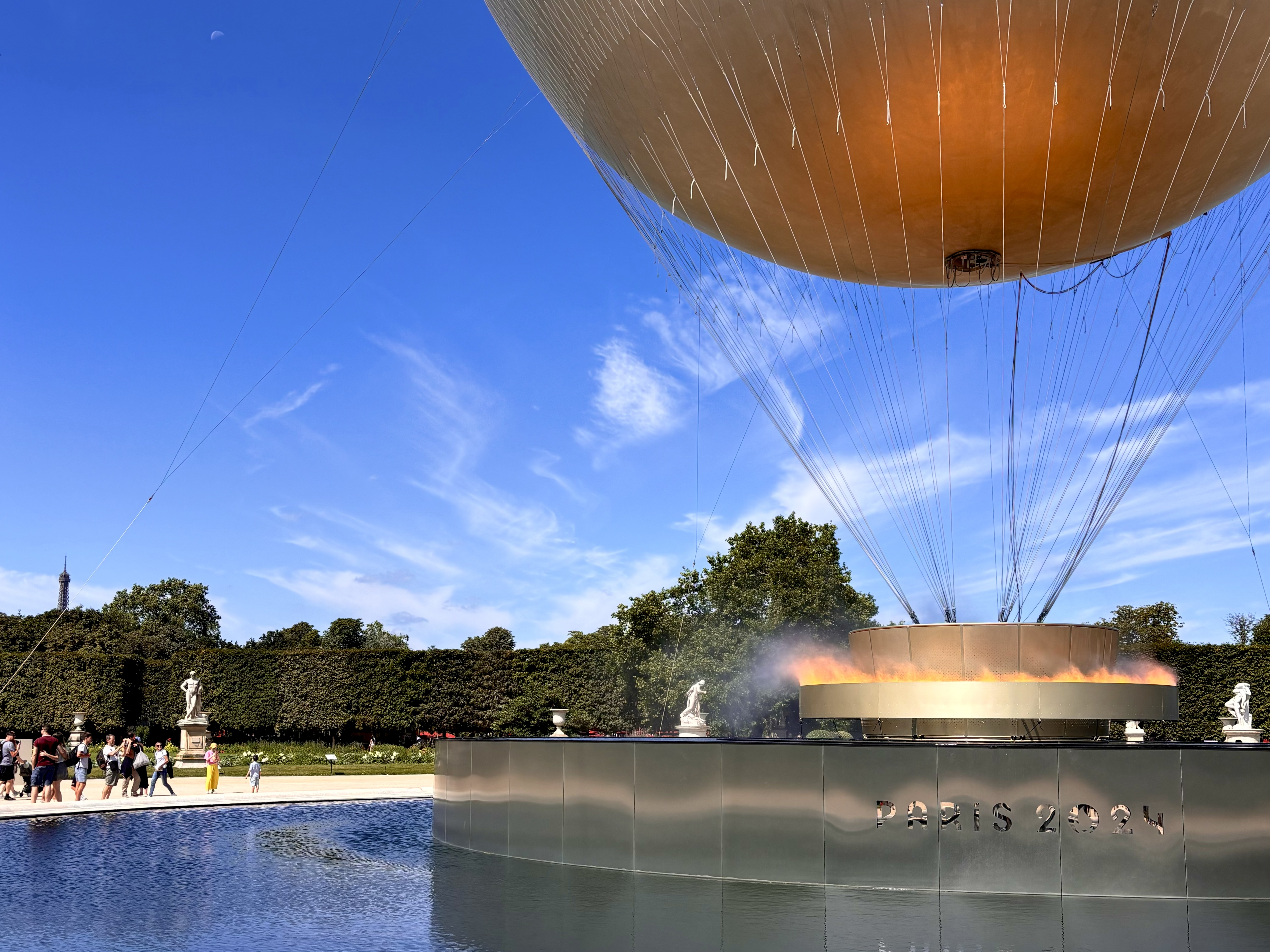
En journée, elle est installée au milieu du Grand bassin rond.
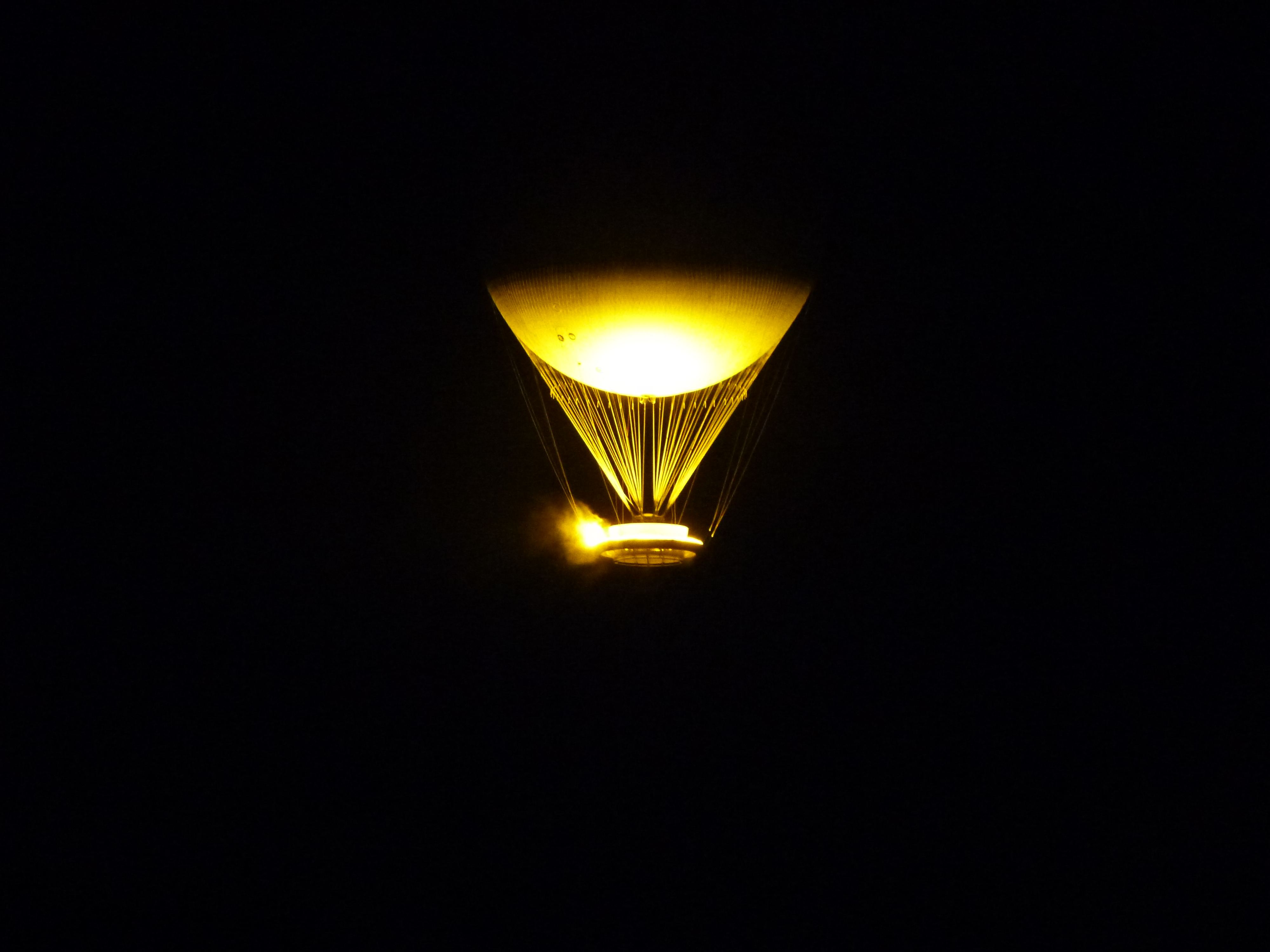
Tous les soirs, elle s'élève dans le ciel de Paris.

## Administration
Contrairement à la plupart des espaces verts de Paris, le jardin des Tuileries n’est pas à la charge de la municipalité (c’est également le cas du jardin du Luxembourg, du jardin du Palais-Royal, du Jardin des plantes, du parc de la Villette et du Jardin d'acclimatation).
Depuis 2005, la gestion du jardin des Tuileries est confiée au musée du Louvre, qui assure la mise en valeur. Il est entretenu par la sous-direction chargée des jardins, de la direction Patrimoine architectural et jardins du musée du Louvre et son équipe constituée de dix-sept jardiniers d’art, une conservatrice du patrimoine, une ingénieure du paysage et deux chefs de travaux d’art.
Les activités commerciales sont encadrées par le service des concessions de la Direction des relations extérieures du musée, qui délivrent des conventions d'occupation temporaire du domaine. Ces évènements ont lieu sur l'esplanade des Feuillants, une bande sablée qui borde la rue de Rivoli.

## Dans la culture

### Vu par les peintres
- Émile Antoine Guillier (1849-1883), Le Guignol du jardin des Tuileries, vers 1880, huile sur toile, Paris, musée Carnavalet[21].
- Katherine Librowicz (1912-1991), Kermesse aux étoiles dans le jardin des Tuileries, printemps 1955. Les spectateurs devant un stand, 1955, aquarelle, Paris, musée Carnavalet[22].

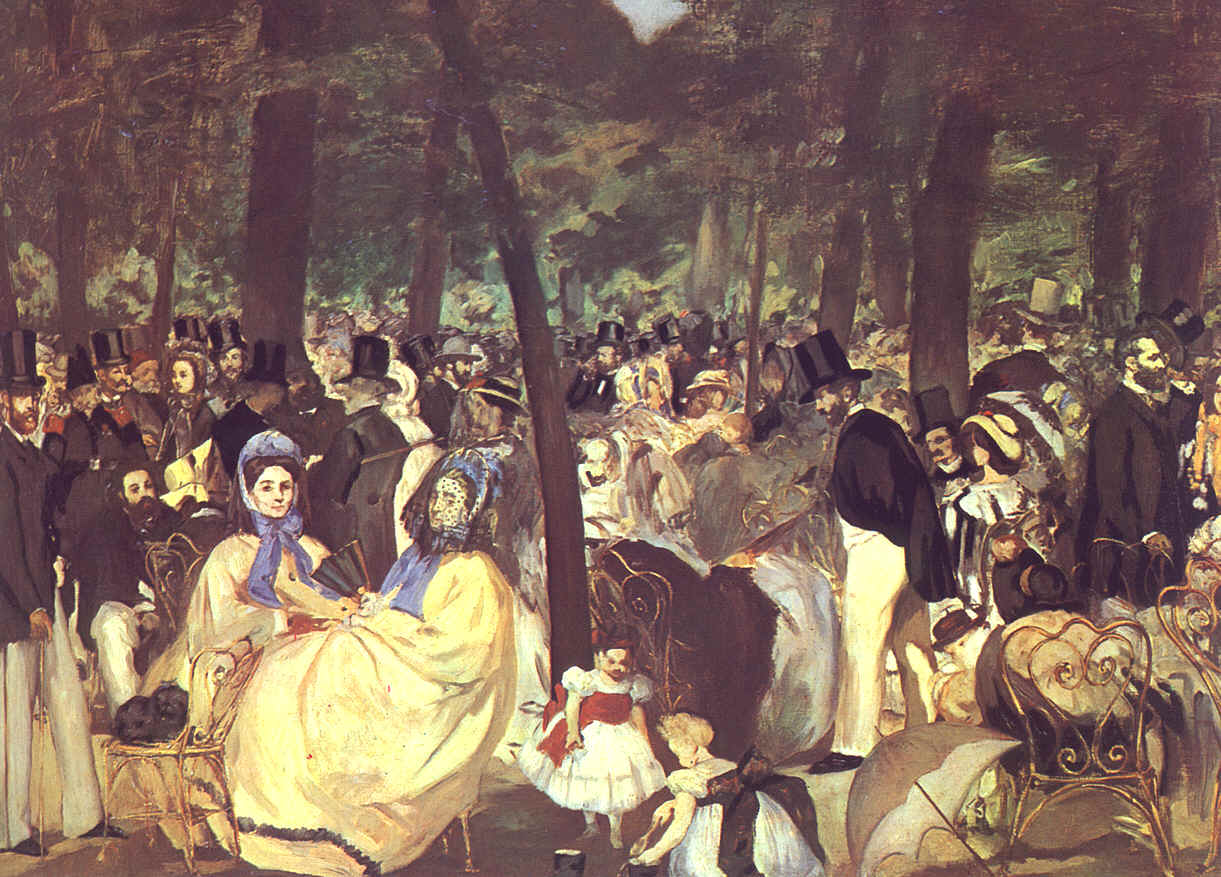
Édouard Manet, La Musique aux Tuileries (1862), Londres, National Gallery.
Adolph von Menzel, Après-midi au Jardin des Tuileries (1867), Londres, National Gallery.
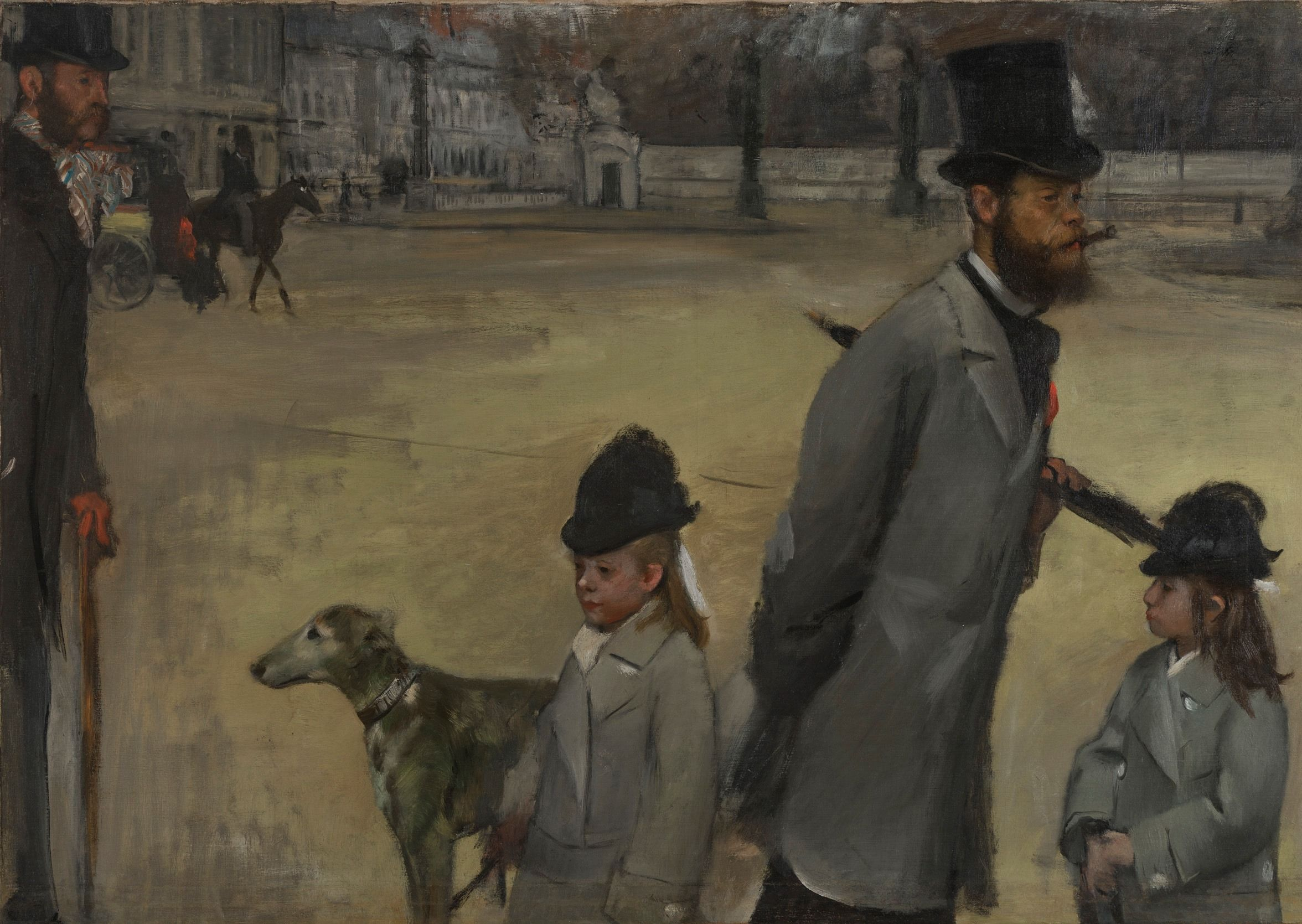
Edgar Degas, Place de la Concorde (1875), Saint-Pétersbourg, musée de l'Ermitage.
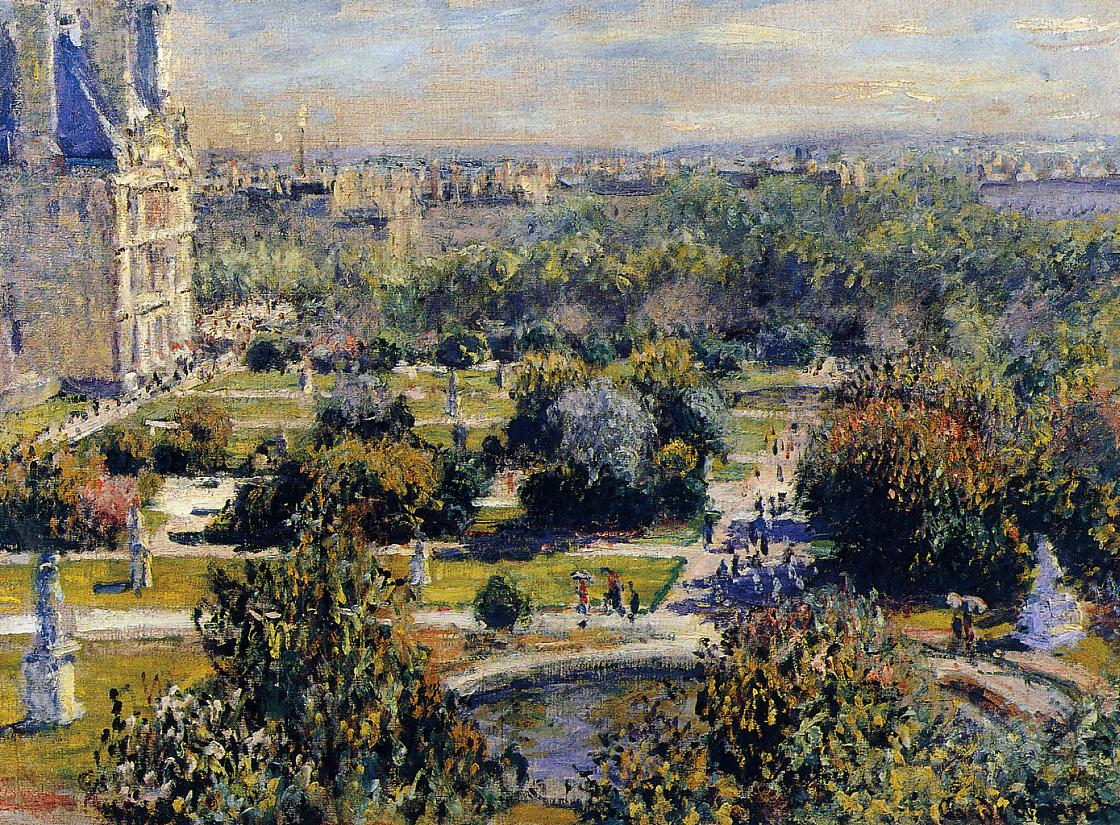
Claude Monet, Les Tuileries (1876), Paris, musée Marmottan Monet.
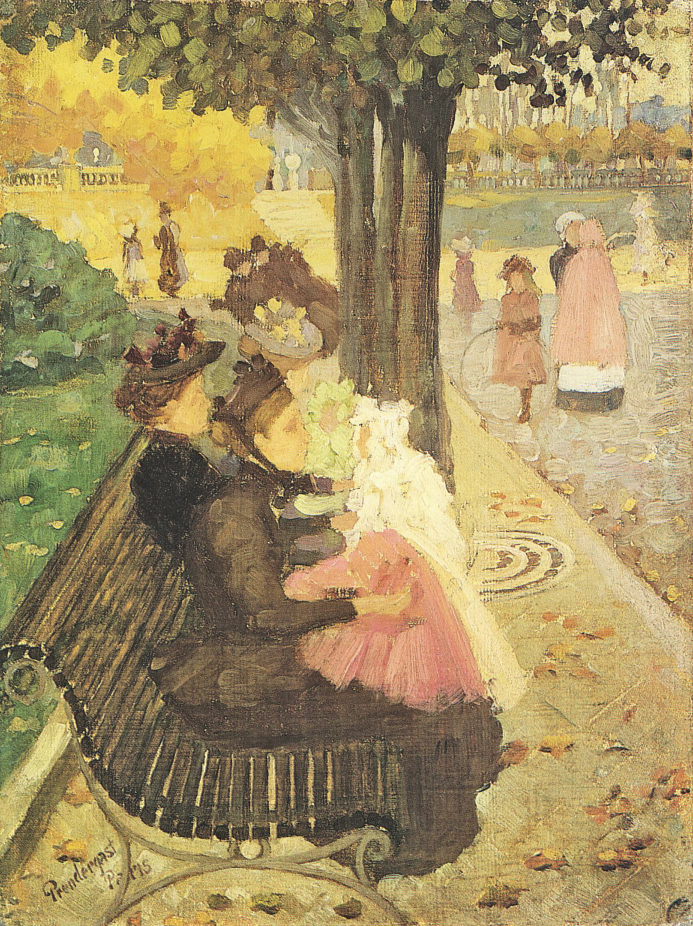
Maurice Prendergast, Le Jardin des Tuileries (1895), localisation inconnue.
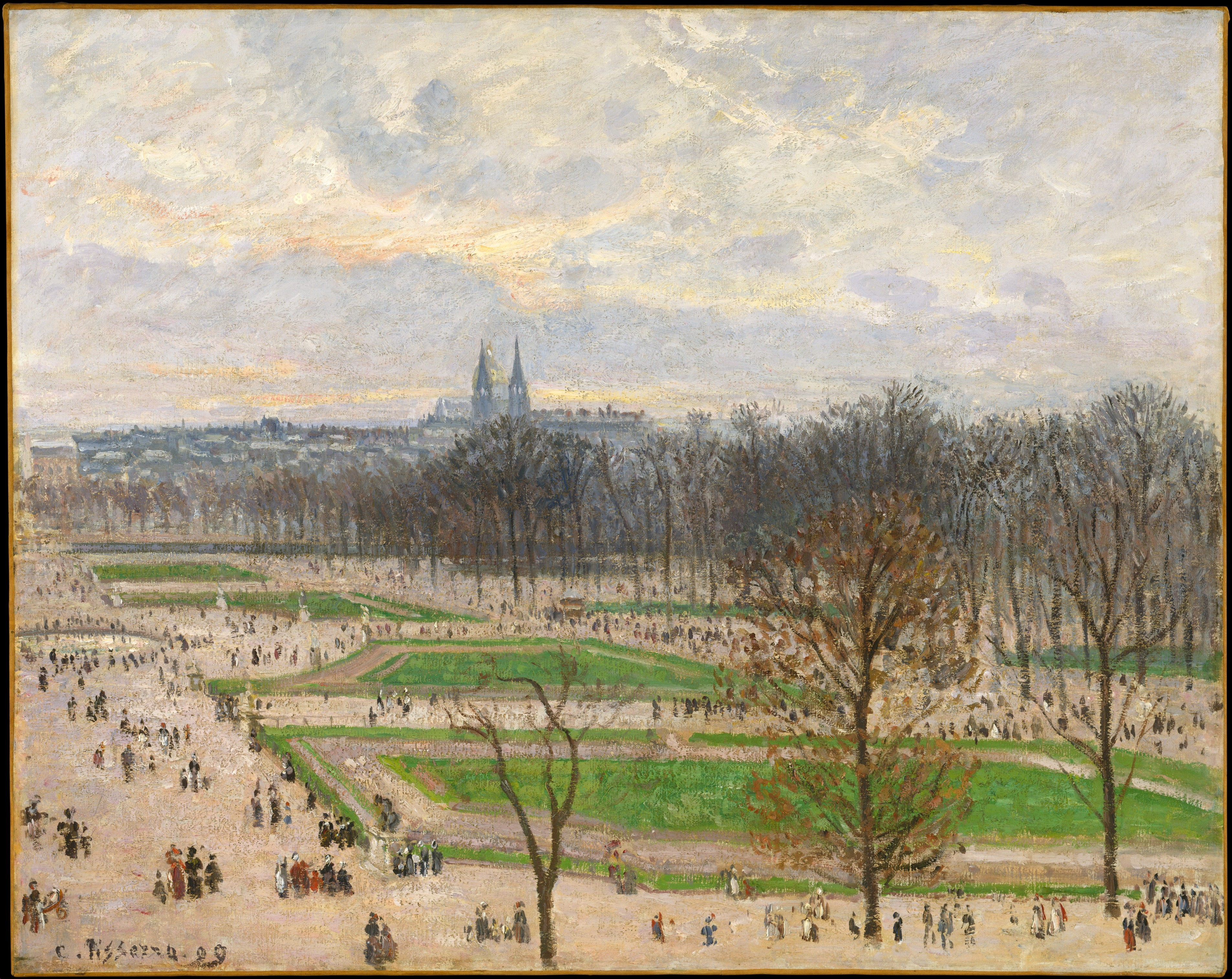
Camille Pissarro, Le Jardin des Tuileries un après-midi d'hiver (1899), New York, Metropolitan Museum of Art.
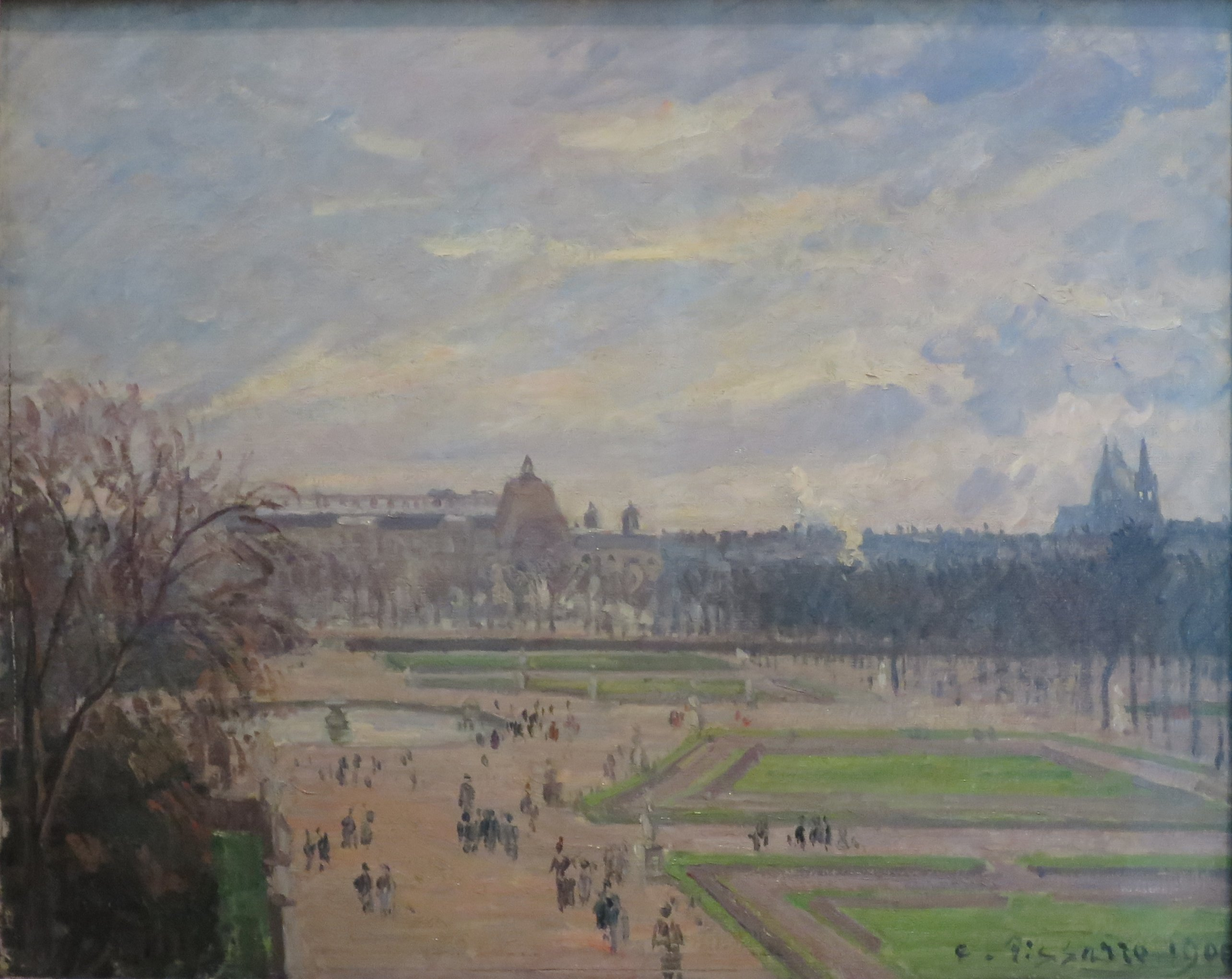
Camille Pissarro, Les Jardins des Tuileries (1900), Saint-Pétersbourg, musée de l'Ermitage.
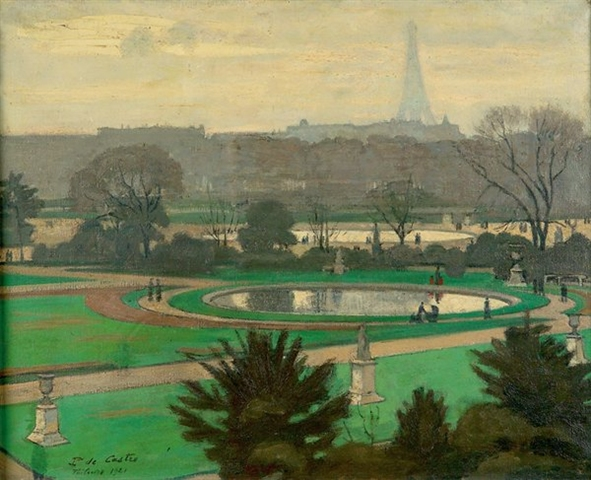
Attribué à Paul de Castro, Le Jardin des Tuileries en automne (1921), localisation inconnue.

### À la télévision
Des scènes de la saison 2 de la série télévisée Baron noir (2018) y sont tournées.
À la fin de l'épisode 6 de la saison 4 de la série télévisée Dix pour cent (2020), une scène est tournée devant le bassin nord-est du jardin, près de la statue du tigre terrassant un crocodile (cf. partie suivante).

## Sculptures du jardin des Tuileries

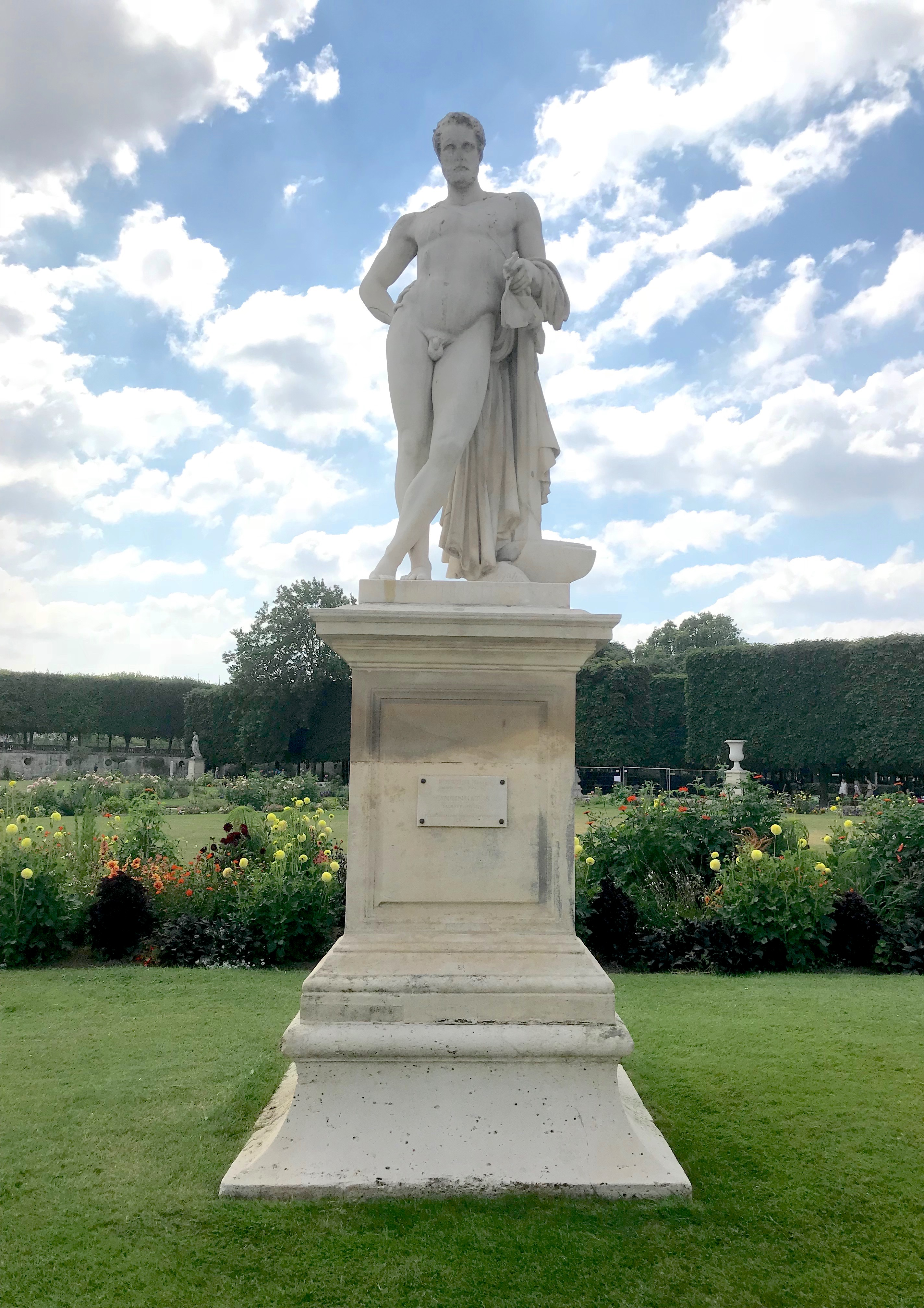
Denis Foyatier, Lucius Quinctius Cincinnatus (1834).

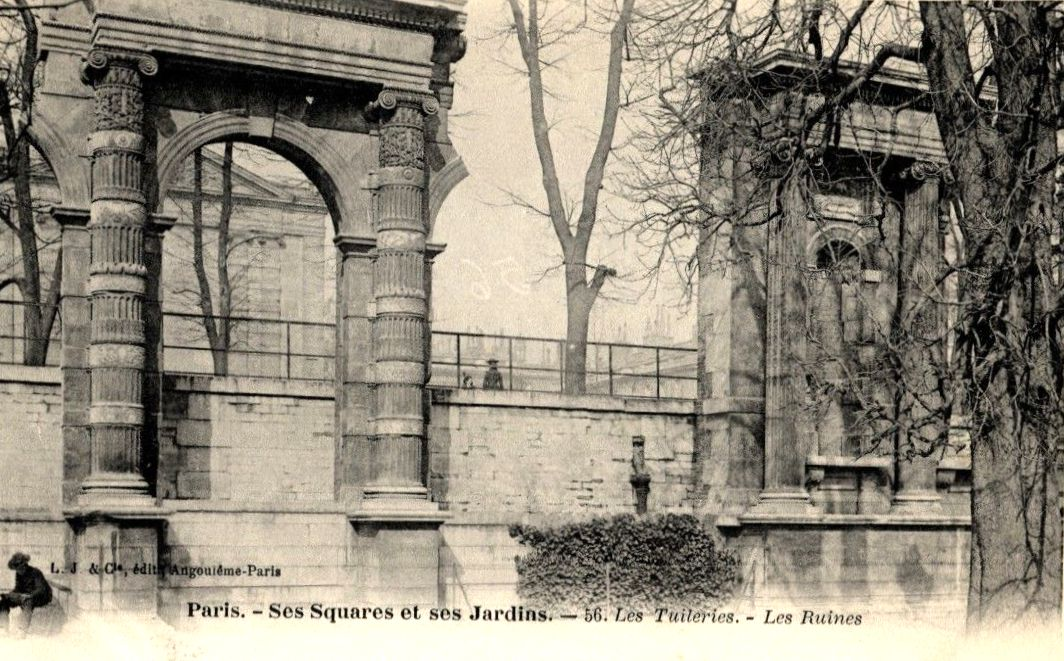
Vestiges du palais des Tuileries en 1903.

Les statues mises en place antérieurement à la Régence (à l'initiative de Catherine de Médicis, d'Henri IV ou de Louis XIV), ne sont plus visibles aujourd'hui mais on peut toutefois rencontrer des cas de réalisations antérieures à la Régence (mais non de mise en place), en particulier à la suite de transferts provenant des jardins de Versailles et de Marly.
Les originaux de certaines statues ont été généralement remplacés par des moulages, la plupart du temps pour préserver des œuvres qui sont alors rapatriées sous zone couverte (c'est le cas du Lion au serpent d'Antoine-Louis Barye, remplacé par un moulage dès 1911), quelquefois pour permettre un rapatriement dans les musées ou parcs où ils étaient auparavant : c'est le cas par exemple de l'Hercule Farnèse et de la Flore Farnèse repartis au parc de Sceaux (à l'orangerie pour ce qui est des originaux). À la mi-2018, on compte 27 moulages sur 147 œuvres présentes. Cependant, certaines statues, initialement installées dans le jardin n'ont pas été remplacées lors de leur déplacement : c'est le cas du Spartacus brisant ses chaînes, de Denis Foyatier, installé en 1831 et transféré au musée du Louvre en 1877,.
En 1910, pour la première fois, deux statues marquent l'entrée de la politique dans le jardin avec le Monument à Jules Ferry de Gustave Michel et le Monument à Waldeck-Rousseau de Laurent Marqueste. C'est à cette même période qu'est installé le Monument du conteur Charles Perrault (1908) de Gabriel Pech, représentant le buste de Perrault entouré d'une ronde d'enfants.
Entre 1894 et 1933 y est installée la statue Quand même !. Deux arcades vestiges du palais des Tuileries, composées d'éléments d'origine et d'autres sculptés à l'identique, ont été installées dans le jardin près du musée du Jeu de Paume, et retirées en 1993 pour restauration ; une seule a été réinstallée en 2011.
La partie occidentale du jardin comporte un ensemble d'œuvres contemporaines, installées principalement en 1998-2000 sous la direction d'Alain Kirili. Parmi les artistes présents, on peut citer Giuseppe Penone, avec l' Arbre des voyelles ; François Morellet ; Jean Dubuffet, avec Le Bel costumé ; Tony Cragg ; Anne Rochette et sa Comptine ; Daniel Dezeuze ; Roy Lichtenstein, avec le Coup de chapeau II et Galatea ; Germaine Richier et son Échiquier, grand ; Eugène Dodeigne et Force et Tendresse ; Alberto Giacometti et sa Grande Femme II ; Henri Laurens et sa Grande Musicienne ; Max Ernst et son Microbe vu à travers un tempérament.
Les sculptures du jardin des Tuileries sont répertoriées sur Wikipédia dans la liste des œuvres d'art public dans le 1er arrondissement de Paris.
Par Auguste Caïn

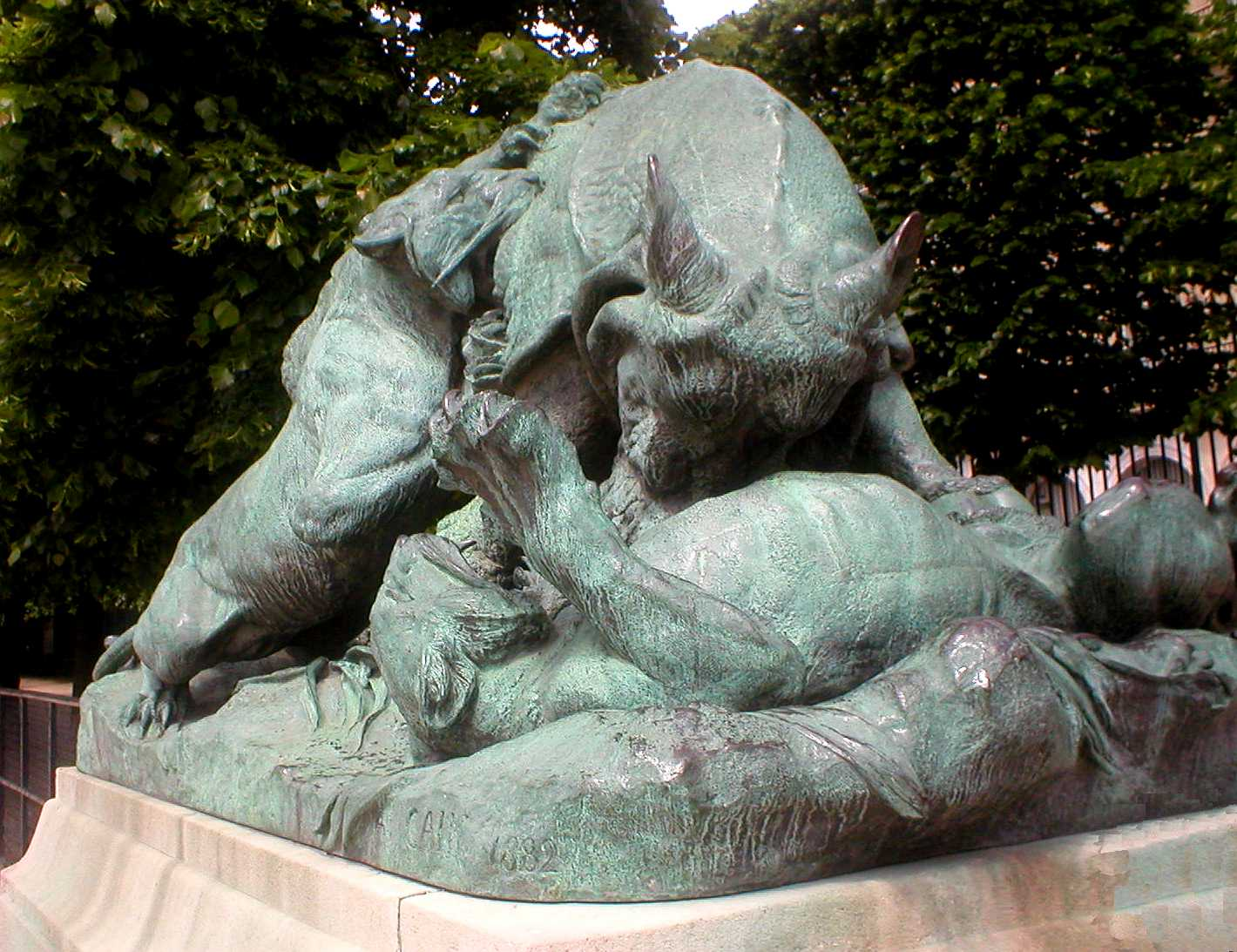
Rhinocéros attaqué par deux tigres (1882), bronze.
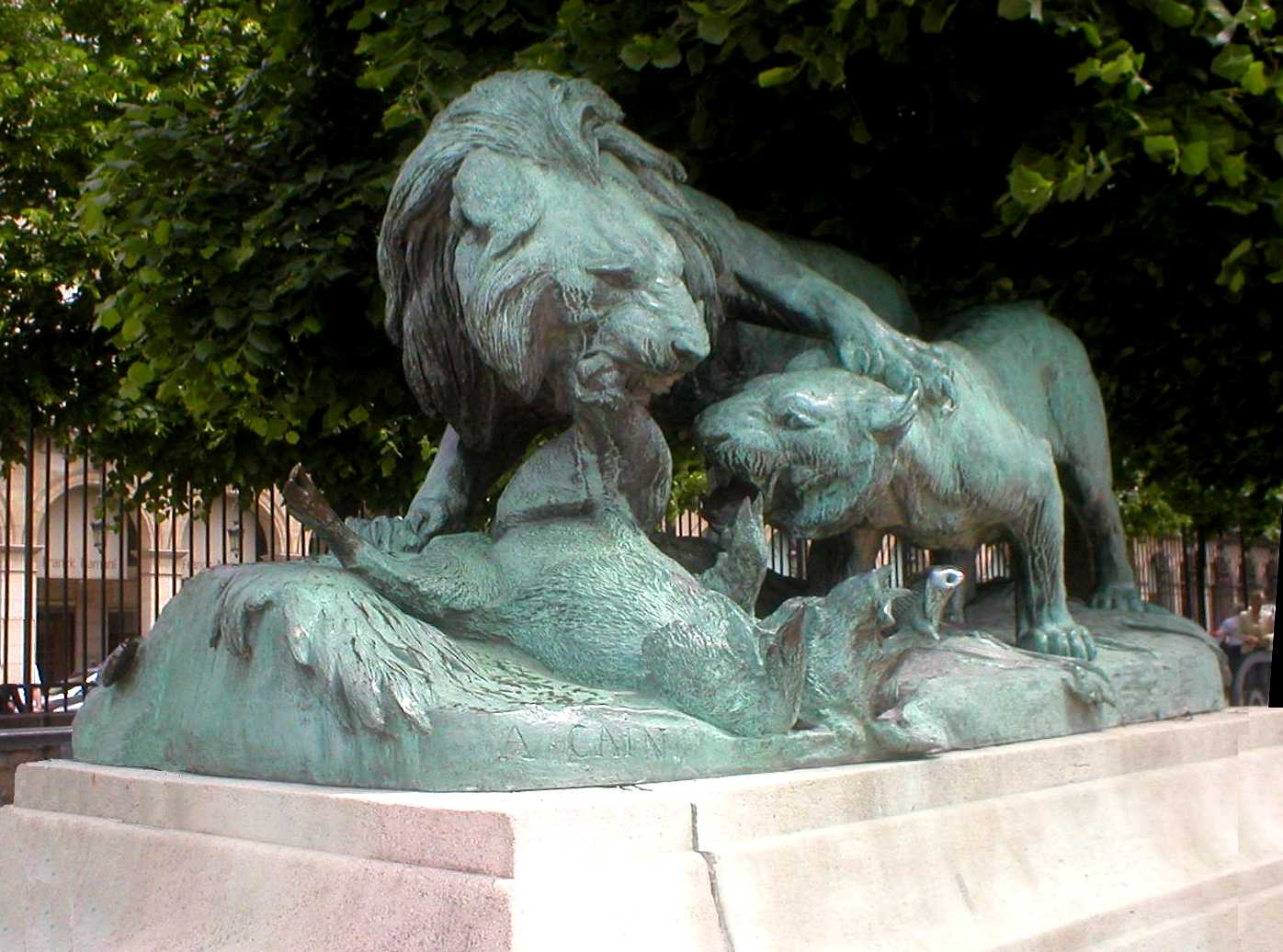
Lion et lionne se disputant un sanglier (1878), bronze.
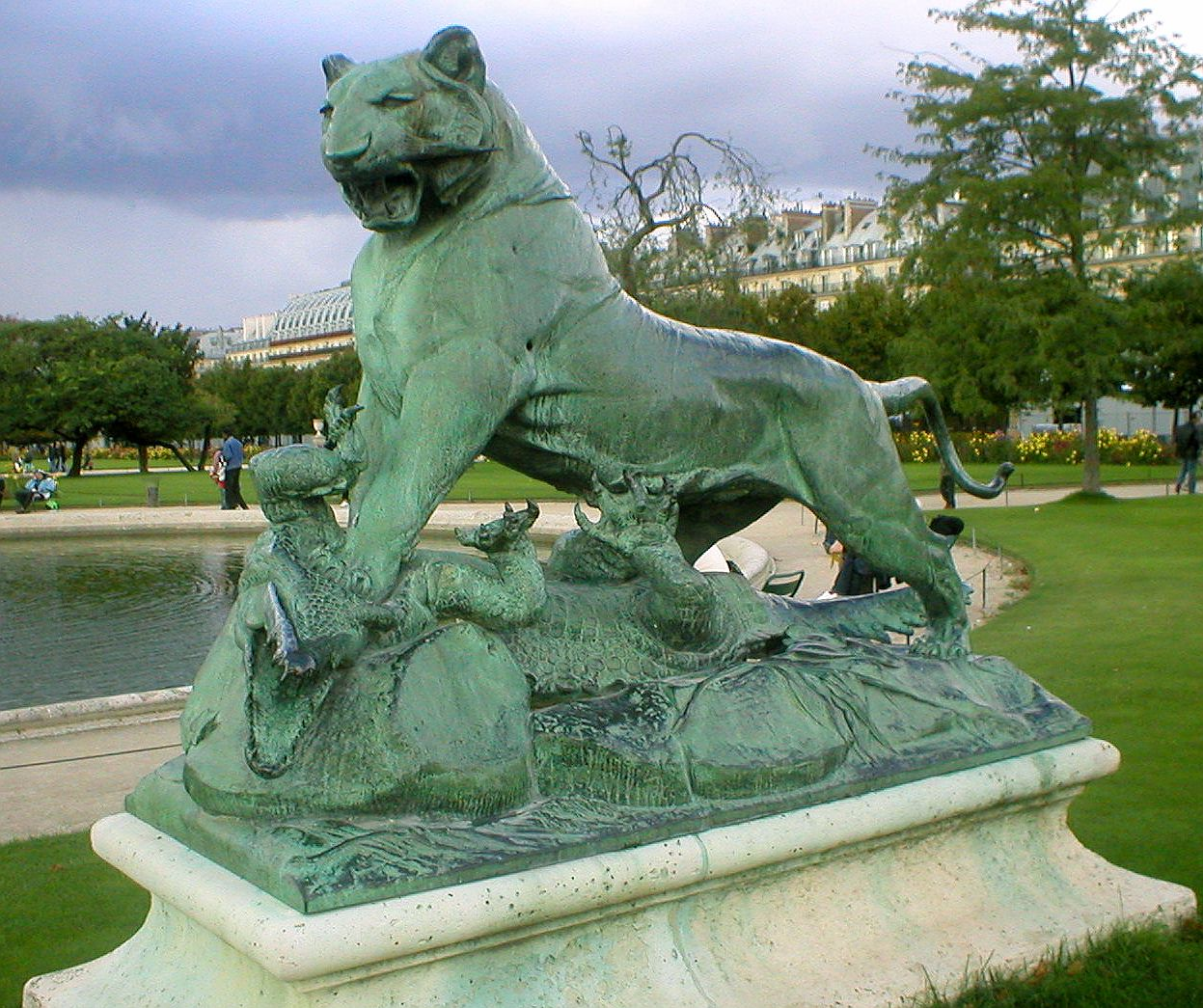
Tigre terrassant un crocodile (1869 ou 1973), bronze.

Par Paul Gasq

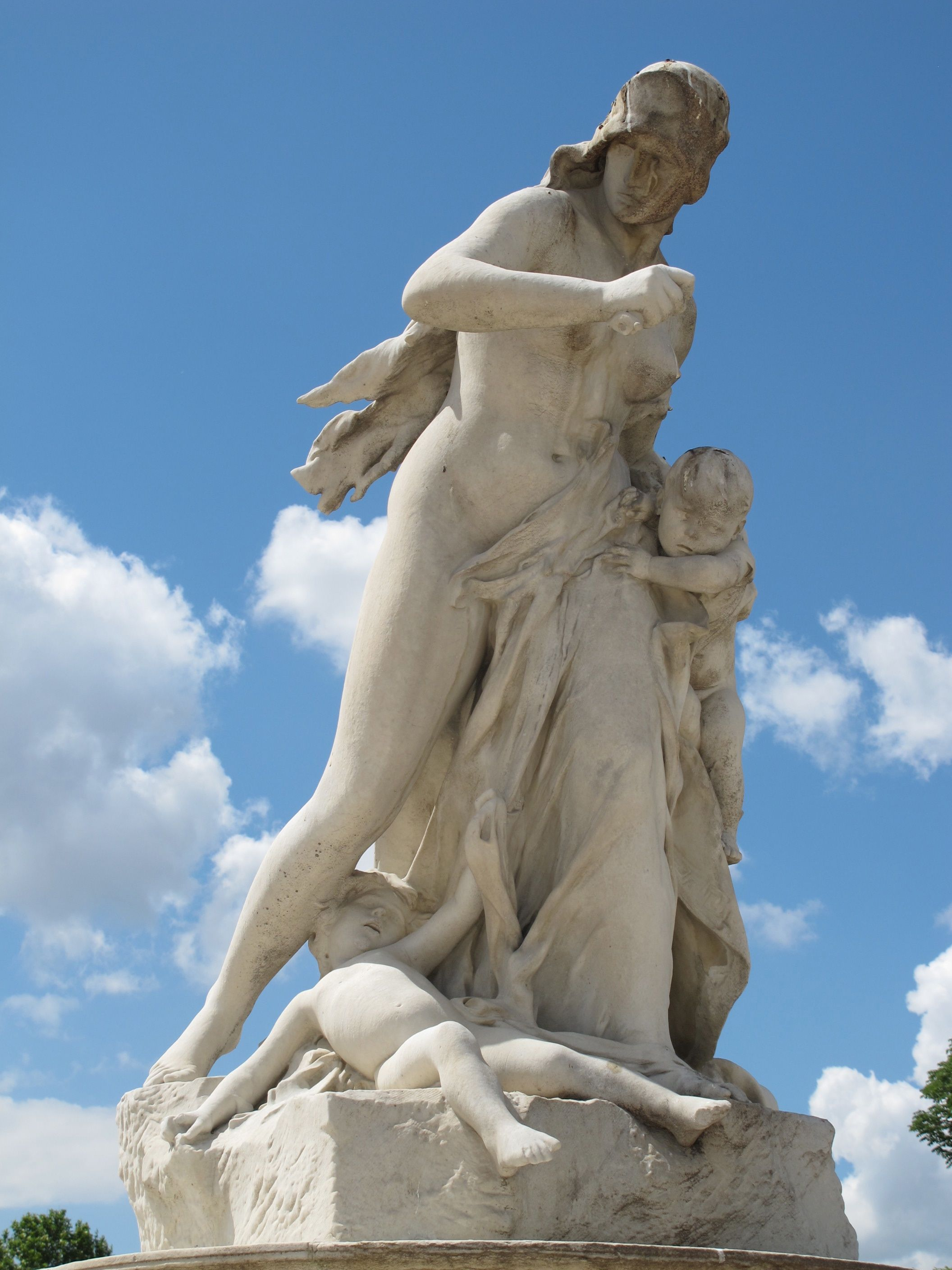
Médée (1896).

Par Louis Lévêque, Pierre Le Gros le jeune.

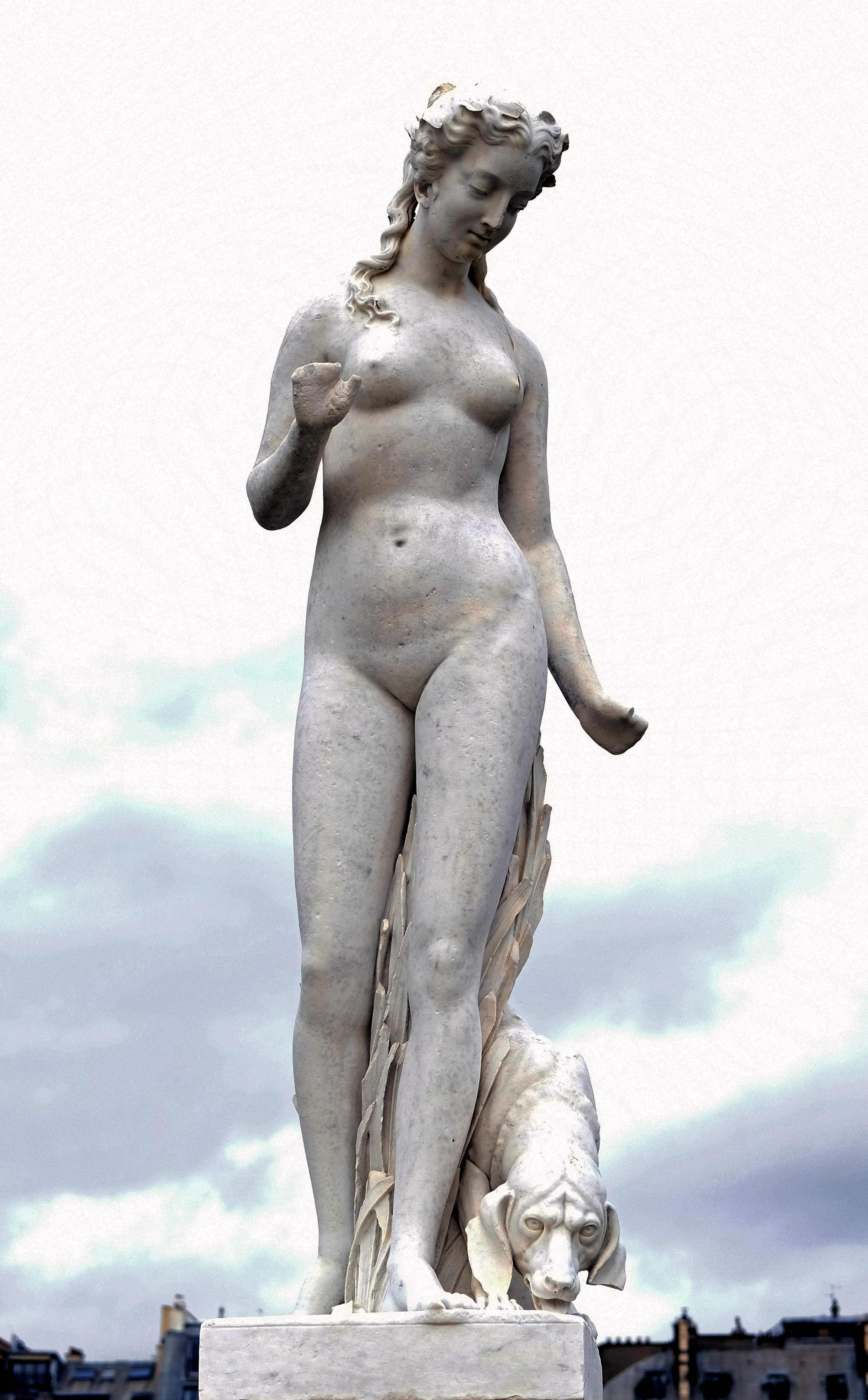
Louis Lévêque, Nymphe (1866).
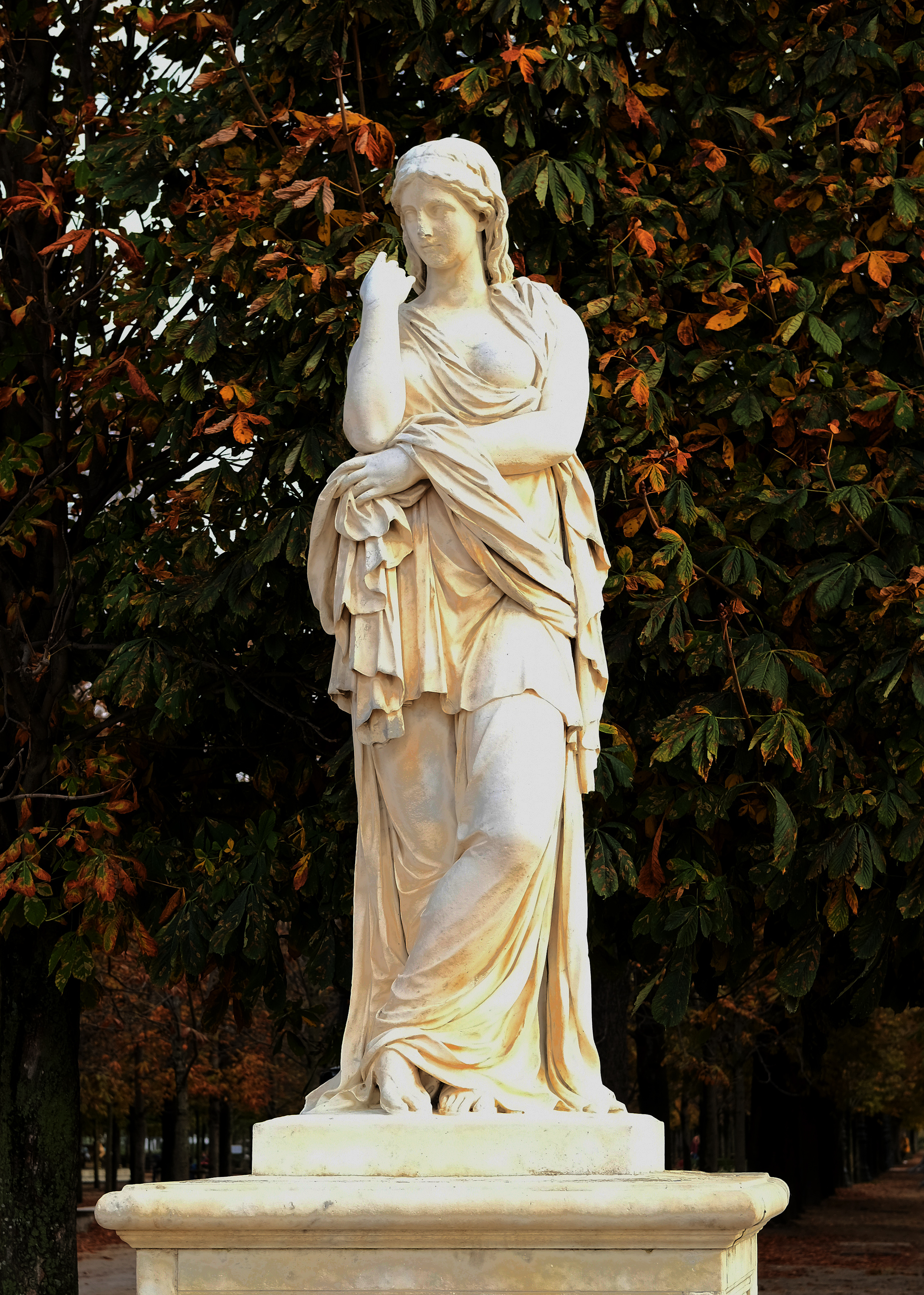
Pierre Le Gros le jeune, Vetturie (1665).

Par Mathieu-Meusnier

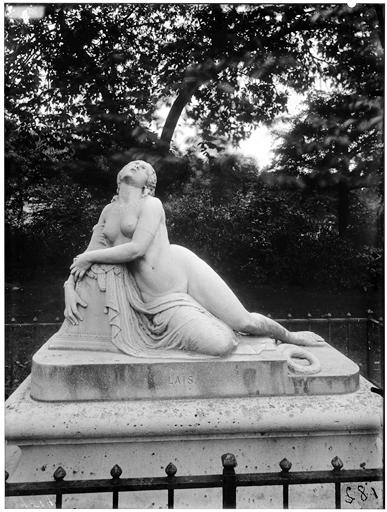
La Mort de Laïs (1849).